# Histoire de l'Arménie
Vous lisez un « bon article » labellisé en 2007.

Carte géographique de l'Arménie en 2015.

L’histoire de l'Arménie se déploie sur plusieurs millénaires, depuis la Préhistoire. Les Arméniens, après s'y être fixés, développèrent une civilisation originale, mais située au carrefour de grands empires – perse, séleucide, parthe, romain, sassanide, byzantin, arabe, turc seldjoukide, mongol, turc ottoman, séfévide, russe – qui se sont disputé son territoire. Face aux invasions, les Arméniens n'ont pas toujours pu sauvegarder leur indépendance politique, mais ont toujours conservé leur identité nationale et ils ont formulé leur propre version du christianisme, enracinée dans leur langue. Les pires épreuves sont survenues au XXe siècle avec le génocide arménien et la période soviétique. La culture arménienne se perpétue en République d'Arménie mais aussi un peu partout dans le monde dans la diaspora arménienne.

## Des origines aux Achéménides
L'arménien constitue un rameau isolé du groupe indo-européen. Si, dans la plupart des langues, le mot « Arméniens » est utilisé pour désigner ce peuple, les Arméniens eux-mêmes se nomment « Hay » (en alphabet arménien : « Հայ », au pluriel : « Hayer », « Հայեր »), nom que la légende relie au héros éponyme Haïk, et que les étymologistes relient à l'indo-européen haÿ « maître ». D'ailleurs, « Arménie » s'écrit Հայաստան « Hayastan » en arménien, et se prononce Haïastan. Selon la tradition, Haïk serait le fils de Torgom fils de Gomer, petit-fils de Japhet, lui-même fils de Noé, et les Arméniens auraient peuplé la région au pied du mont Ararat après le Déluge.
Le mot « Arménie » proviendrait de l'araméen. Selon Élisée Reclus, « l'appellation d'Arménie, d'origine araméenne et signifiant probablement « Haut pays », est un terme appliqué d'une manière générale à toute la région des plateaux que couvre le double-cône de l'Ararat ».

### Préhistoire

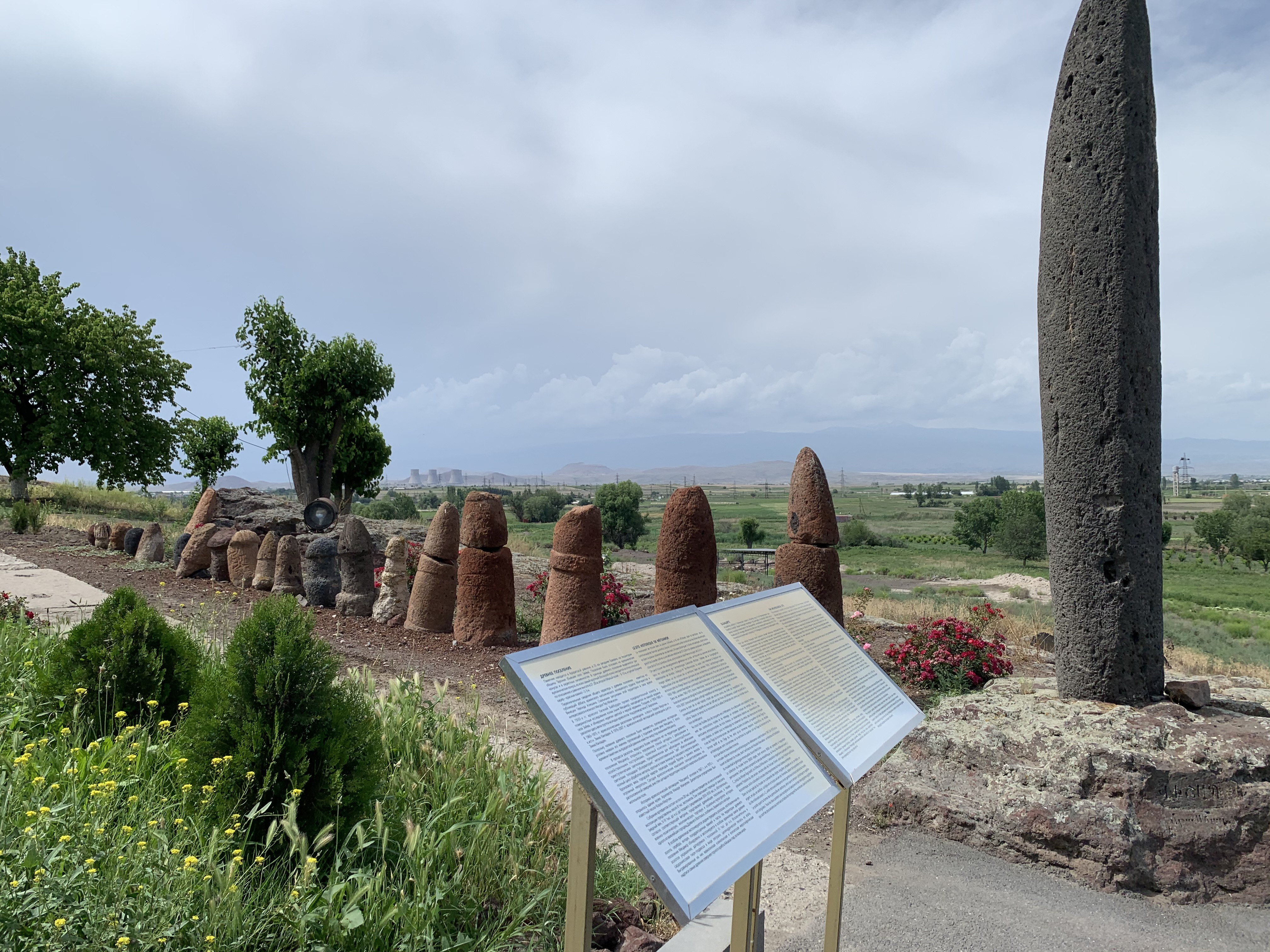
Alignement de Metsamor.

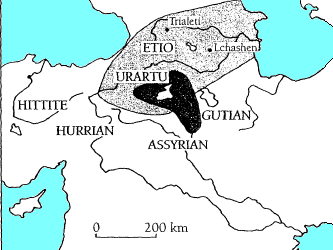
La culture kouro-araxe (gris) comparée à celle de l'Urartu (noir).

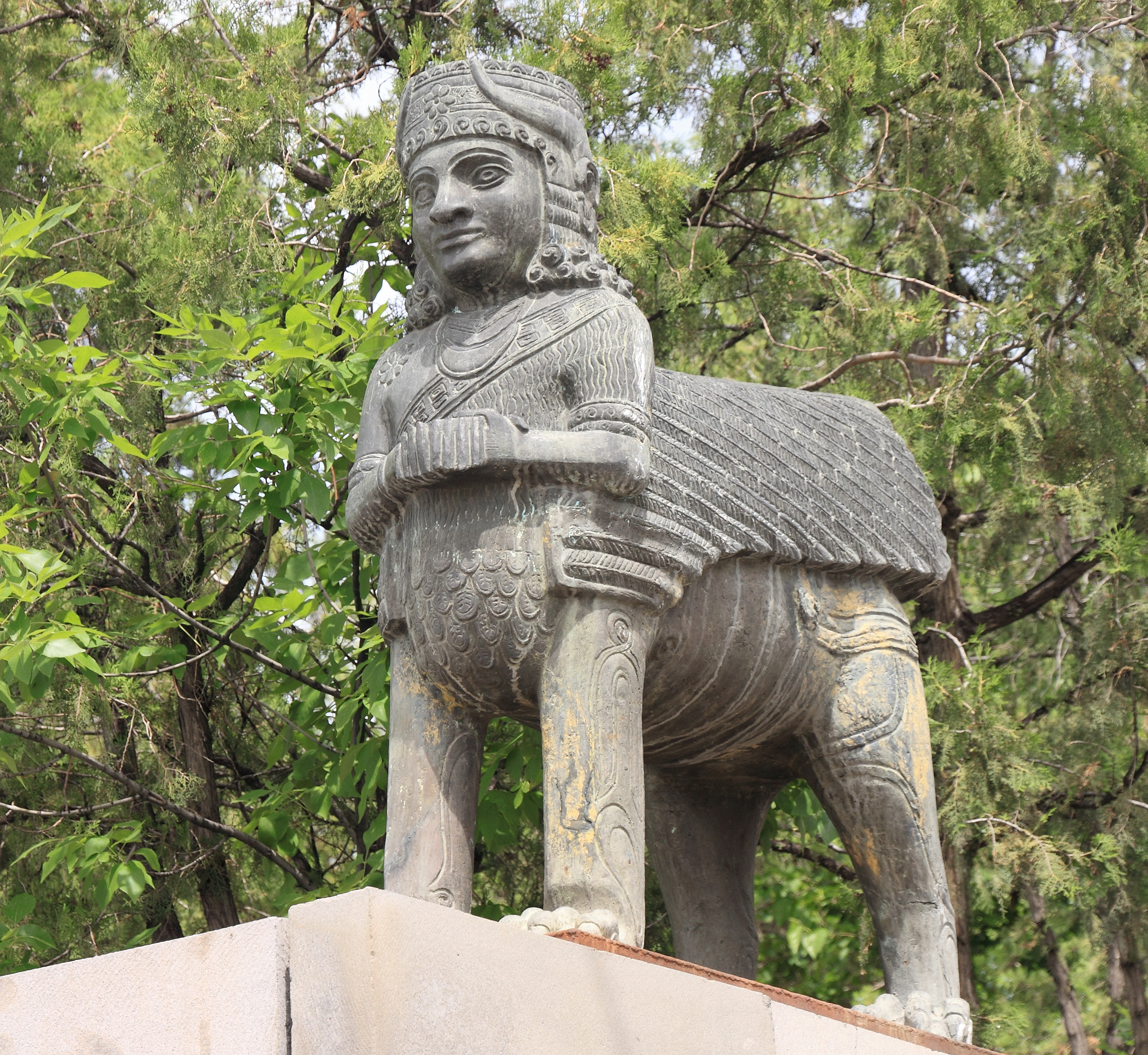
Statue urartéenne, Musée Erebouni

La Préhistoire de l'Arménie s'inscrit dans le cadre plus large de celle de la Transcaucasie. Des traces d'occupation humaine au Paléolithique ont été retrouvées. Découvert en 2014, le site préhistorique de Nor Geghi (province de Kotayk) a révéle des artefacts remontant à environ 300 000 ans.

#### Néolithique
Les débuts de la néolithisation de 9500 à 6000 av. J.-C. sont obscurs. Des fouilles récentes ont révélé l'existence de la culture de Kmlo (le long de la rivière Kasakh) caractérisée par des outils d'obsidienne dont la taille est originale. La céramique est cependant absente.
Le site de Metsamor (en) (8 000-4 000 ans avant le présent), près de Taronik (Arménie, Karabagh), révèle une ville fortifiée et une ville basse.
La culture de Shulaveri-Shomu (8 000-6000 ans avant le présent) a pu coexister avec d'autres cultures au sud du Caucase.
On distingue ensuite :
- les cultures d'Aratachen (plaine de l'Araxe près d'Etchmiadzin) et de Shulaveri-Shomutepe (plaine de la Koura de VIe millénaire av. J.-C. à IVe millénaire av. J.-C.) dont la céramique est comparable à celle du nord de la Mésopotamie de l'époque. Des objets en cuivre font leur apparition (perles d'Aratashen) ;
- la culture kouro-araxienne (de 4000 à 2200 av. J.-C.) qui tire son nom des rivières Koura et Araxe, parfois aussi appelée « culture transcaucasienne ancienne ». Cette culture de l'âge du bronze ancien est caractérisée par une poterie typique noire lustrée avec un intérieur rouge, la domestication des bovidés et des ovidés, la culture des céréales et la métallurgie du bronze. Les tumulus funéraires de cette culture affichent des scènes de rituels où se manifestent des influences allant de la civilisation akkadienne au sud à celle de Maïkop au nord, témoignant d'une augmentation du commerce à longue distance à la fin du IIIe millénaire av. J.-C. ;
- la culture de Trialeti, (de 2200 à 1500 av. J.-C.) prolonge, la culture kouro-araxienne. Elle tire son nom du site de Trialeti en Géorgie. Elle est caractérisée par des tumulus funéraires appelés kourganes et une métallurgie avancée. Deux coupes, l'une en argent et l'autre en or, découvertes dans le tumulus de Karachamb en Arménie (début du IIe millénaire av. J.-C.) et conservées au Musée historique d'Arménie en représentent d'incontestables chefs-d'œuvre ;
- Préhistoire de l'Arménie (en), Nor Geghi, rivière Hrazdan, Aknashen, Aceramic d'Aratashen, Site de Qarahunj à Zorats Karer ;
- Hypothèse arménienne du foyer originel des langues indo-européennes, ;
- Culture de Sioni (5000-3500 avant l'ère chrétienne)[4].

### L'Urartu (860-590~)

Expansion de l'Ourartou (Urartu).

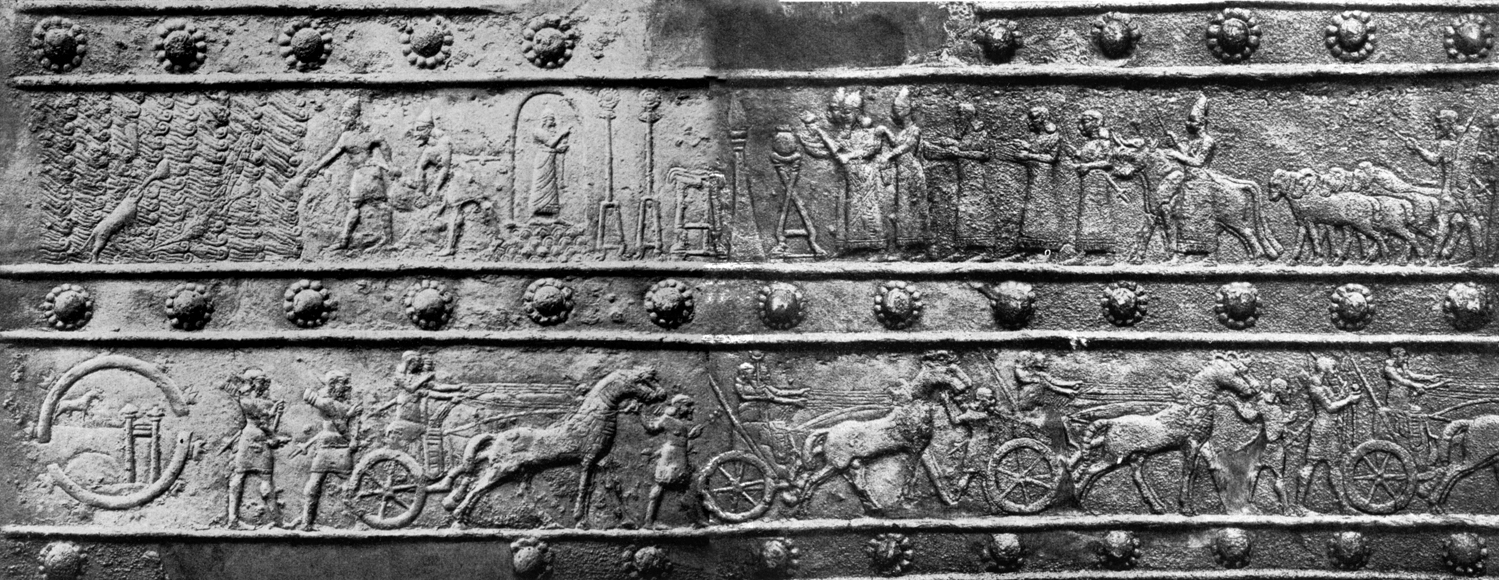
Bas-relief représentant des scènes ourartéennes.

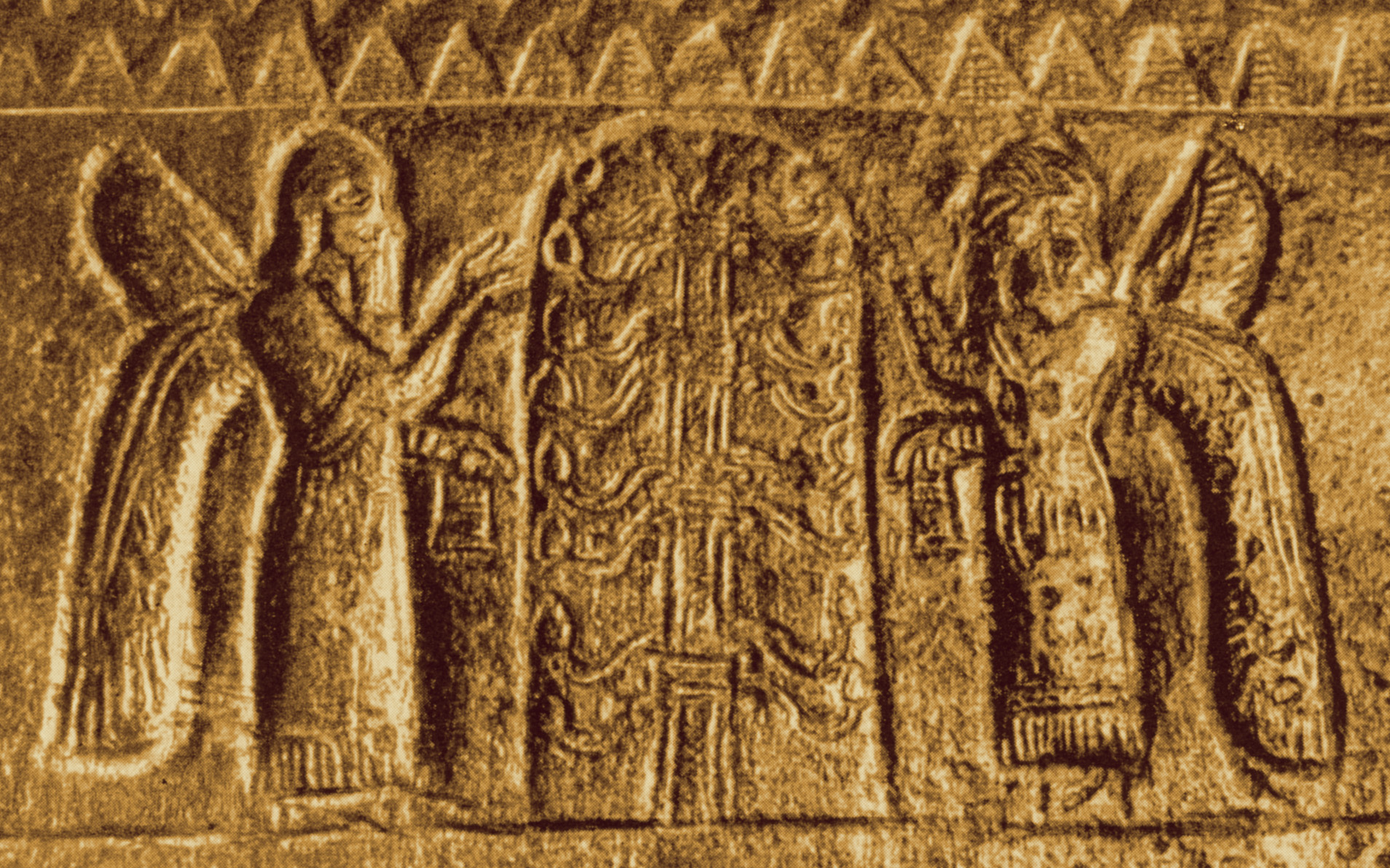
Art ourartéen.

Au début du Ier millénaire av. J.-C., les Arméniens, en provenance d'Anatolie occidentale, ont atteint les vallées du Haut Euphrate. À cette époque, le territoire de l'Arménie historique est occupé par des tribus hourrites. Dans la région du lac de Van, le roi d'Assyrie Tiglath-Phalazar Ier (de 1114 av. J.-C. à 1076 av. J.-C.) fait ériger une stèle qui commémore sa victoire sur des « rois de Nairi ». Ce sont sans doute ces gens de Nairi qui s'unissent et fondent le royaume d'Urartu (Uruatri, Uratru ou Ourartou sont d'autres orthographes retrouvées) pour faire face à la pression assyrienne. Ce royaume prédécesseur de l’Arménie s’est épanoui sur le plateau arménien entre 883 et 590 av. J.-C. C'est en 855 av. J.-C. qu'apparaît pour la première fois l'Urartu dans les tablettes assyriennes avec la mention d'un certain « Aramu d'Urartu ». Aramu, le fondateur de ce royaume, unifie les principautés de la région et se dénomme « roi des rois ». C’est ainsi que les Urartéens imposent leur souveraineté à travers tout le Taron et le Vaspourakan. L'Urartu développe la métallurgie et l'élevage des chevaux et se dote d'une écriture cunéiforme. Sa capitale est Tushpa. Les Urartéens bâtissent un réseau de forteresses dont les ruines impressionnantes témoignent encore actuellement de leur puissance. Erebouni (actuelle Erevan) est fondée en 782 av. J.-C. par le roi urartéen Argishti Ier (la plaque de la fondation est d'ailleurs conservée).
L'Urartu a développé un art caractérisé par le travail du bronze et par la construction de citadelles. Des fouilles archéologiques ont laissé des objets d'art et des chaudrons (dont le chaudron d'Altintepe) richement décorés. Le travail de l'ivoire est aussi très développé par les Urartéens.
Le rival principal de l'Urartu est l’Assyrie, un royaume mésopotamien. Le relief montagneux de l’Anatolie orientale se différencie des plaines arides de la Mésopotamie assyrienne. C’est pourquoi les chariots, principaux véhicules de guerre assyriens, sont devenus inutiles. Ainsi, les Urartéens peuvent facilement protéger l’intégrité territoriale du pays face aux ennemis du sud. Après avoir été attaqué par les Scythes, l'Urartu est détruit par les Mèdes (590 av. J.-C.).

### Descendance des Urartéens

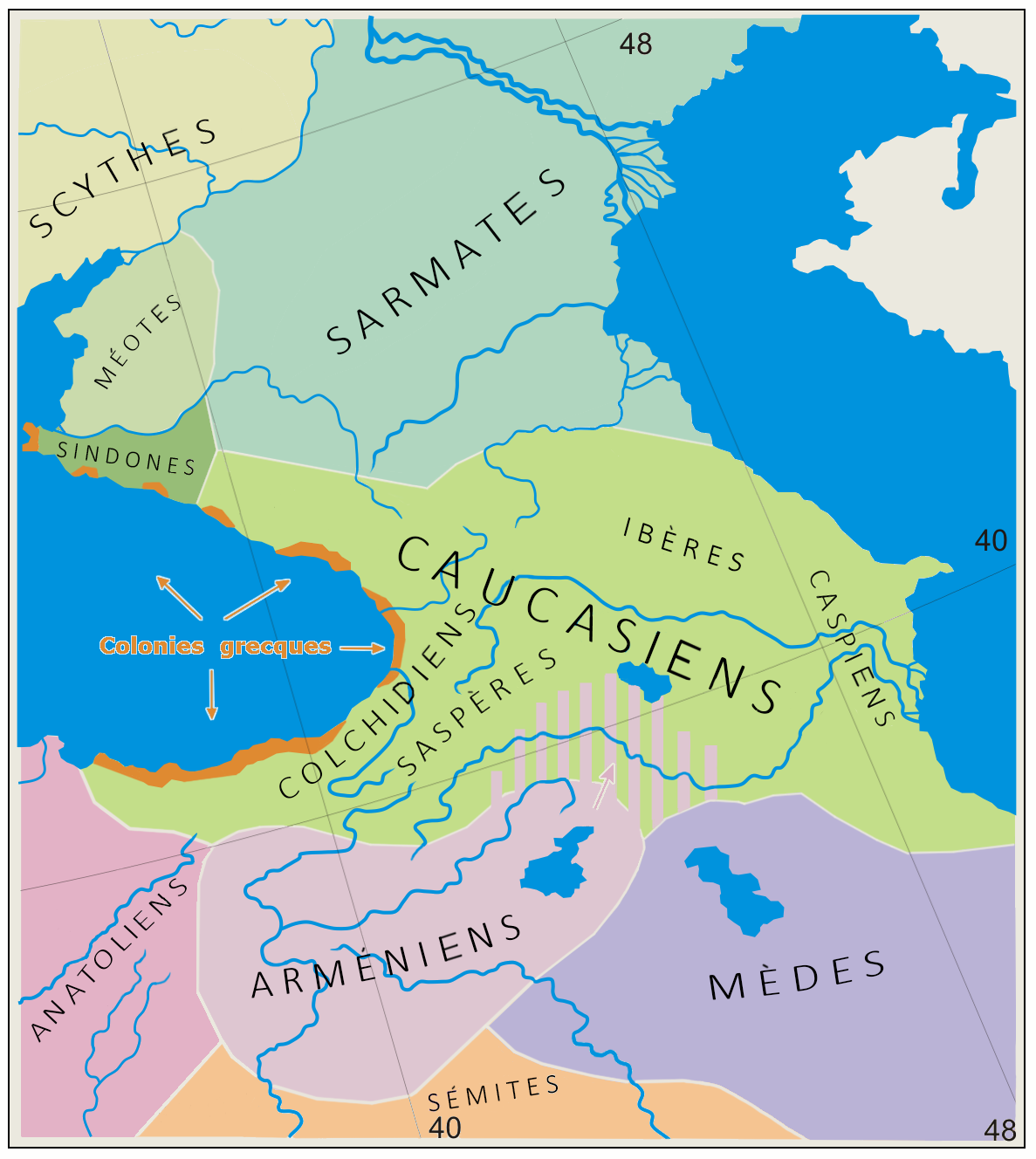
Une représentation des Arméniens (violet-rose) parmi les autres peuples antiques du Caucase.

L'arrivée des Arméniens est une question fort discutée. À défaut de sources locales, certains spécialistes, principalement arméniens, ont fait un rapprochement entre Haÿ (le nom des Arméniens dans leur propre langue) et le pays de Haÿasa (mentionné dans les documents hittites et qu'on localise généralement au nord de la ville d'Erzurum), ce qui tendrait à étayer la thèse du caractère autochtone des Arméniens. Beaucoup d'auteurs se défient de cette opinion, estimant qu'il s'agit d'une « analogie fortuite » ou pensant qu'il est « dangereux d'insister trop fortement sur les similitudes entre les noms propres et les noms géographiques ». La théorie la plus couramment avancée, est que les Arméniens auraient fait partie des groupes thraco-phrygiens présents en Anatolie vers 1200 av. J.-C. lors des invasions des Peuples de la mer. Un rameau proto-arménien se serait séparé des Phrygiens et déplacé vers l'est jusqu'à l'Euphrate dans la région de la ville actuelle de Malatya.
Les opinions divergent à nouveau : certains pensent que les Arméniens ont été un des éléments constitutifs du royaume d'Urartu, d'autres que les proto-Arméniens auraient pénétré dans le pays à la charnière des VIIe et VIe siècles av. J.-C., au cours de la période qui voit l'affaiblissement puis l'effondrement de l'Urartu. Ils franchissent alors l'Euphrate et se fondent avec les Urartéens qui adoptent leur langue. C'est alors qu'apparaît le mot « Arménie » dans l'inscription trilingue de Behistoun qui relate les victoires du roi perse Darius. La version akkadienne parle d’Ourachtou mais les textes en vieux perse et élamite mentionnent Arminia et khar-min-ou-ia,. Le géographe grec Hécatée de Milet parle également d’Arminioi. Les noms d’Armens et de Hayasa-Azzi sont également cités dans des textes hittites déchiffrés par l'épigraphiste suisse Émile Forrer (en).

### Période achéménide (559/550-331)
Après une courte domination mède du territoire (de 590 à 549 ?), l'Arménie fait partie de la Perse achéménide, comme l'atteste l'inscription de Béhistoun (fin du VIe siècle av. J.-C.), premier document mentionnant l'Arménie. Comme on peut le voir sur un bas-relief de l'Apadana de Persépolis, les Arméniens, réputés pour l'élevage des chevaux, s'acquittaient de leur tribut au grand roi sous forme de poulains. Les Arméniens assimilent des éléments de la civilisation iranienne. Le pays reste sous domination perse pendant deux cents ans. Selon l'historien grec Hérodote qui donne une liste des satrapies perses à l'époque de Darius, la XIIIe et la XVIIIe correspondaient grosso modo au territoire de l'Arménie historique. C'est par Xénophon, qui en 400 av. J.-C. traverse l'Arménie avec d'autres soldats grecs pour regagner son pays, que nous connaissons le nom d'un satrape d'Arménie, Oronte.

## D'Alexandre le Grand à la conversion au christianisme

### Orontides et Artaxiades

Empire de Tigrane II d'Arménie.

Carte situant l'Osroène, l'Adiabène, la Gordyène (ou Corduène),, la Sophène, la Commagène et l'Atropatène à l'époque de l'apogée de l'Arménie sous Tigrane II d'Arménie.

Après la conquête de l'Empire perse par Alexandre le Grand, les successeurs d'Orontès Ier (la dynastie Orontide ou Ervandouni) prennent le titre de Roi. Ils restent la plupart du temps indépendants face aux successeurs d'Alexandre dans la région, les Séleucides. Ils adoptent cependant la culture hellénistique.
Deux généraux du séleucide Antiochos III, Artaxias et Zariadris, fondent des royaumes en territoire arménien. Les nouveaux rois débutent un programme d’expansion qui atteindra son apogée cent ans plus tard. Un sommaire de leurs acquisitions est fourni par l’historien Strabon. Zariadris, roi de Sophène, a conquis l’Acilisène et le pays autour de l’Anti-Taurus, qui s'arrêtera en -169. Artaxias, quant à lui, inaugure la dynastie des Artaxiades et fonde un royaume arménien hellénistique en 190 av. J.-C. Sa capitale porte le nom d'Artaxate (« la joie d'Artaxias »). Artaxias est un monarque ambitieux de stature internationale. Il obtient des territoires des Mèdes pour son aide apportée face aux Séleucides, il prend possession des terres des Albans et gagne du territoire en Ibérie et en Syrie. Ensuite, il se heurte au royaume du Pont, à la Syrie séleucide et à la Cappadoce. Il participe au traité consécutif à la victoire d’un groupe de rois anatoliens sur Pharnace du Pont en 181 av. J.-C., par lequel Pharnace cède l'ensemble de ses conquêtes à l'ouest.
Une nouvelle puissance apparaît alors en Perse : les Parthes. Le roi Artavazde II est vaincu par Mithridate II . L'Arménie devient tributaire des Parthes, doit leur céder des territoires, et le prince héritier, Tigrane, est retenu à la cour parthe. Il deviendra sous le nom de Tigrane II, le plus grand roi d'Arménie. Son empire s'étend de la mer Caspienne à la Méditerranée et correspond à l'extension maximale de l'Arménie. Il conquiert le nord-ouest de l'Iran actuel, la Palestine, la Syrie et le Liban et fonde une nouvelle capitale, Tigranocerte.
L'Arménie est influencée par le monde gréco-romain dans les domaines de la politique, de l'art, de la philosophie et de la religion. Le temple de Garni (77) en est un exemple.

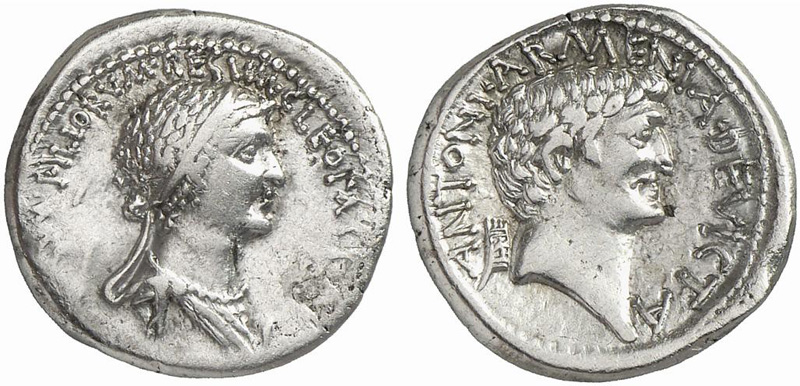
Monnaie romaine avec un buste de Marc Antoine accompagné de l'inscription ARMENIA DEVICTA.

À cette époque, au Ier siècle av. J.-C., le polythéisme arménien est abandonné au profit du mazdéisme perse, ce qui rapproche le peuple arménien d'une assimilation au reste de la population. L'expansion de l'Arménie vers la Méditerranée inquiète les Romains qui lui déclarent la guerre. Le général romain Lucullus s'empare de sa capitale et Tigrane le Grand est obligé de renoncer à la plupart de ses conquêtes et de s’allier avec Rome. Il continue ensuite de régner jusqu’à sa mort en 55 av. J.-C.. Le fils de Tigrane, Artavazde III, est contraint de louvoyer entre ses deux puissants voisins, Rome et les Parthes. Il fait défaut à Marc Antoine lors de son expédition contre les Parthes. Le général romain, qui rend Artavazde responsable de ses déboires, le fait arrêter puis l'envoie en captivité en Égypte où il est exécuté en -30.
Après plusieurs règnes éphémères, le royaume de l’Arménie s'éteint en l'an 1 et tombe sous contrôle romain.

### Arsacides (de -12 à +428)

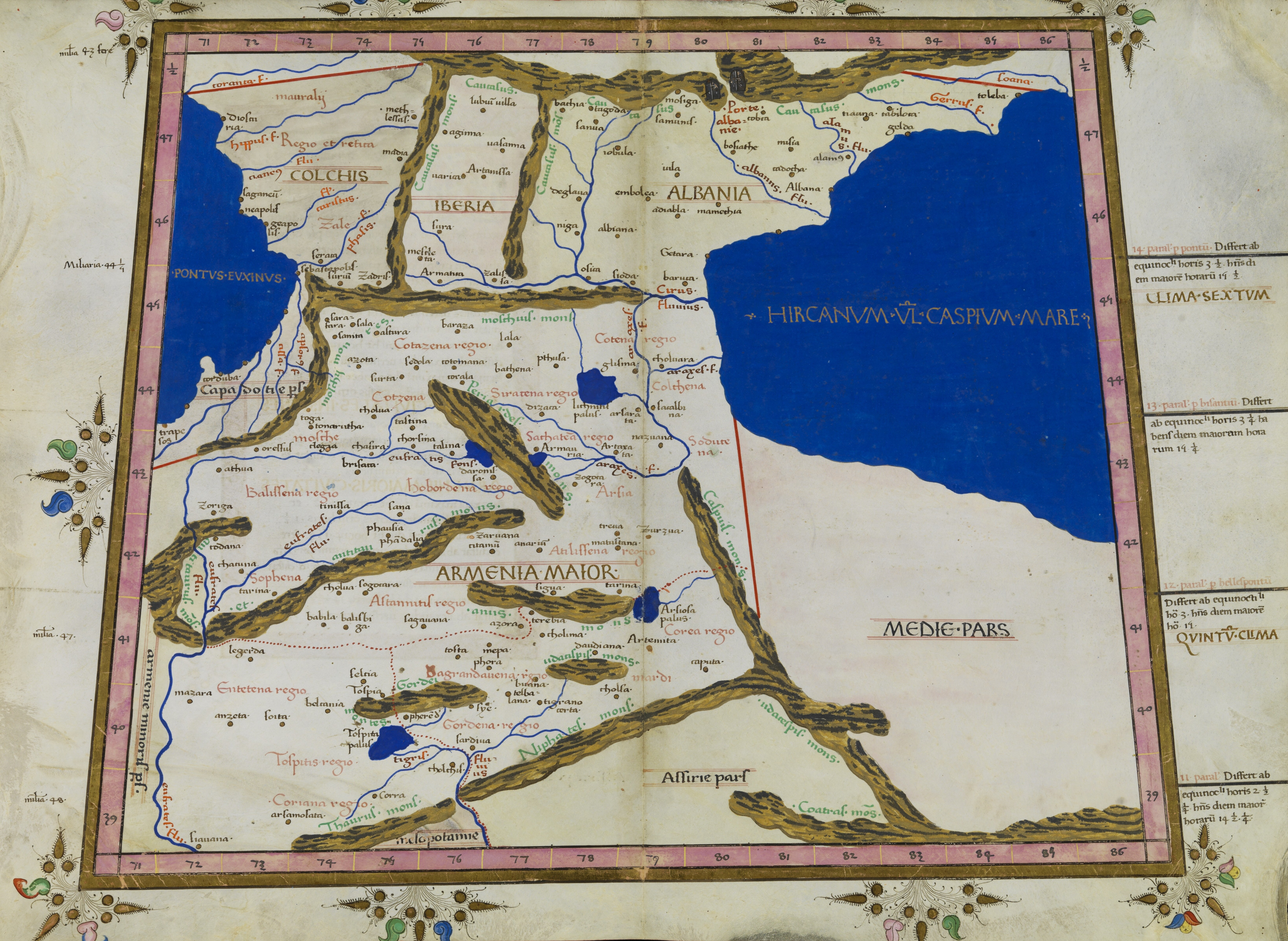
Le royaume de la Grande Arménie.

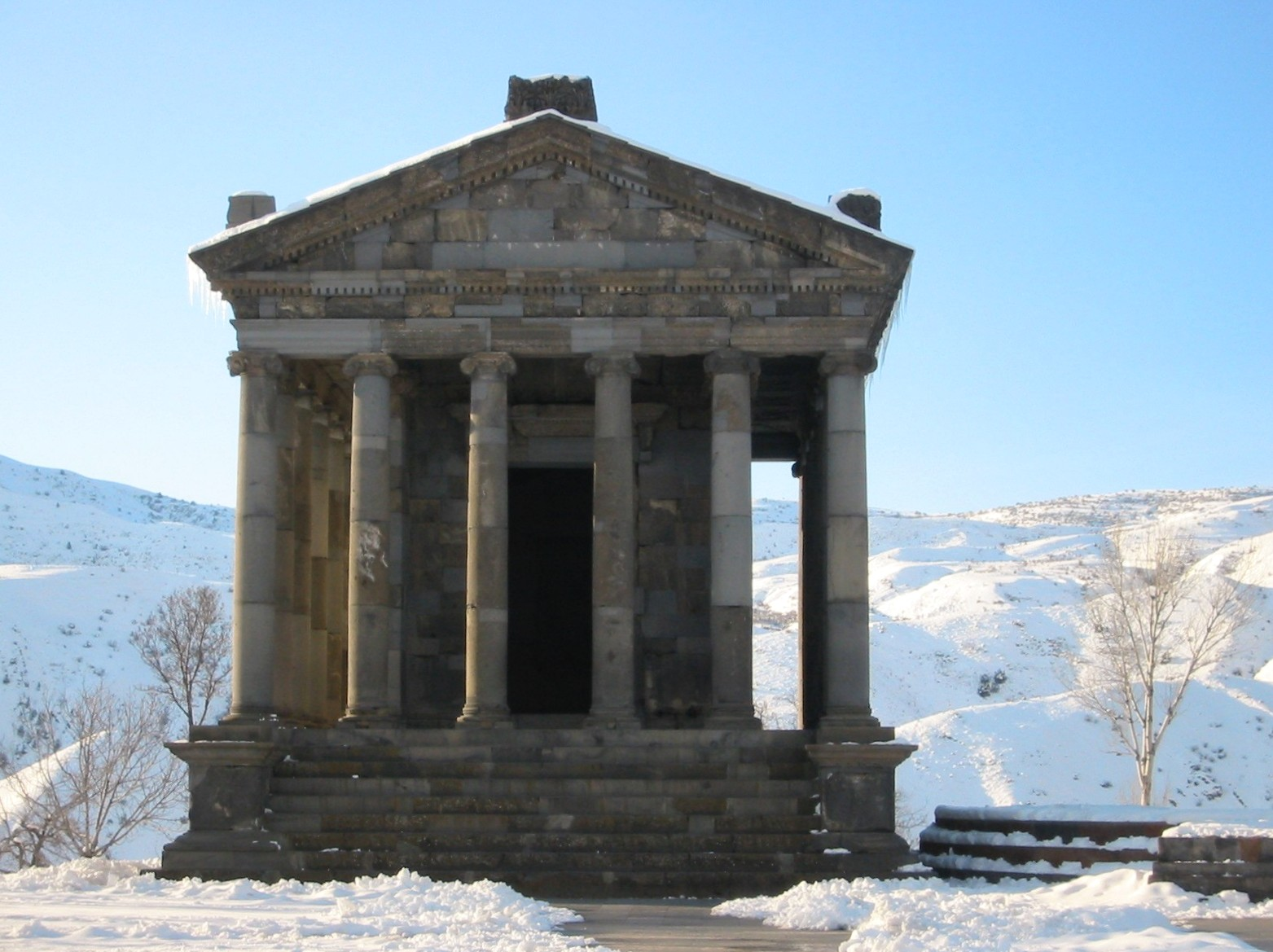
Temple de Garni.

Durant cette période, Rome et les Parthes se disputent l'Arménie. Rome place d'abord des princes étrangers sur le trône. Au terme d'une période de luttes confuses qui va de 35 à 63, le duel entre Rome et les Parthes pour le contrôle de l'Arménie s'achève par un compromis (traité de Rhandeia) : l'Arménie a un souverain issu de la famille royale parthe arsacide mais reste alliée du peuple romain. En 66, l'empereur romain Néron couronne Tiridate Ier roi d'Arménie. La dynastie arsacide arménisée marque durablement la société. Au sommet d'une hiérarchie que l'on peut qualifier de féodale se trouvent les nakhararq, grandes familles nobles, parmi lesquelles les Mamikonian et les Bagratouni jouent un grand rôle dans la suite de l'histoire arménienne. Chaque grande famille monopolise des offices héréditaires. En cas de guerre, elles fournissent un contingent au roi. Ces grandes familles survivent à la chute de la royauté en 428.
Le IIe siècle voit plusieurs tentatives romaines de mainmise sur l'Arménie qui se révéleront vaines. On retrouve chaque fois un Arsacide sur le trône. En 115, l'empereur Trajan procède à l'annexion pure et simple du pays. Deux ans plus tard, on retrouve sur le trône l'arsacide Vagharch (ou Vologèse) qui fait construire la ville de Vagharchapat (c'est-à-dire « peuplée par Vagharch »), mieux connue sous le nom actuel d'Etchmiadzin. En 162, sous Marc Aurèle et Lucius Verus, les Romains s'emparent de Vagharchapat et mettent sur le trône un de leurs clients, Sohaemus. On ignore comment finit son règne mais quelques années plus tard, la dynastie arsacide est restaurée. En 211, l'empereur Caracalla retient le roi d'Arménie prisonnier à Rome avec pour résultat une nouvelle révolte de l'Arménie. La dynastie arsacide se maintient jusqu'en 428.
- Arménie : quasi-province romaine (it) (114-363)

### Conversion au christianisme (~100/300~)

L'Arménie à l'époque romaine et parthe.

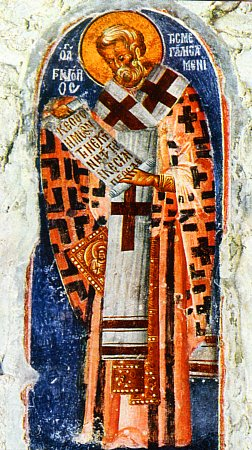
Grégoire Ier l'Illuminateur.

Un des évènements les plus marquants de l'histoire arménienne est la conversion au christianisme. Ses débuts reposent sur des bases légendaires : le pays aurait été évangélisé par Simon, Barthélemy et Thaddée. On est sur un terrain plus sûr au IVe siècle. L'empereur romain Dioclétien installe Tiridate IV (298-330) sur le trône d'Arménie. Le roi est païen mais un prédicateur, saint Grégoire Ier l'Illuminateur, le convainc de faire de l'Arménie le premier État officiellement chrétien au monde. On date traditionnellement cet événement de 301, mais certains historiens, dont Jean-Pierre Mahé, soutiennent que la conversion date de 313.

## L'Arménie entre les Romano-Byzantins et les Sassanides
Au IIIe siècle, une nouvelle dynastie, les Sassanides, élimine la dynastie parthe des Arsacides en Iran. Les Sassanides instaurent une religion d'État, le mazdéisme, et mènent une politique étrangère agressive de restauration de l'Empire perse achéménide. Ils s'en prennent rapidement à la branche arménienne des Arsacides. L'Arménie est conquise par les Perses en 252-253. Un jeune prince arsacide, Tiridate (qui se convertit plus tard au christianisme), se réfugie auprès des Romains. L'Empire romain, en pleine crise, n'est capable d'intervenir que sous Dioclétien : les Sassanides sont alors obligés de conclure avec les Romains le traité de Nisibe (298), très désavantageux pour eux, et Tiridate retrouve son trône.

Frontières entre Empire romain et Perse en Antiquité tardive.

À la suite du partage de l'Arménie entre l'Empire romain et les Sassanides (387), l’Arménie occidentale devient la province d’Arménie mineure alors que l’Arménie orientale demeure un royaume sous influence perse. Entrée dans l'orbite du mazdéisme perse, cette partie du pays est menacée d'anéantissement culturel.
C'est pourtant à cette époque que, grâce à la création par le moine Mesrop Machtots d'un alphabet arménien composé de trente-six lettres, les Arméniens peuvent se passer du grec et du syriaque dans le domaine religieux et du persan dans le domaine administratif. Cet alphabet original, toujours en usage aujourd'hui, constitue un élément puissant de cohésion pour les Arméniens face à toutes les occupations étrangères. Dès lors, les principaux textes religieux comme la bible, les évangiles, etc. sont traduits en arménien par ceux que l'on appelle communément les « saints traducteurs ».
En 428, les Nakharark se révoltent contre le dernier représentant de la dynastie arsacide, Artaxias IV, et les Sassanides en profitent pour annexer le royaume qui est désormais gouverné par un satrape perse (appelé marzpan ou marzban à partir duquel on a formé le mot « marzpanat » qui désigne cette période). Le roi Yazdgard II (438-457) et ses successeurs tentent de convertir de force les Arméniens au mazdéisme mais sans succès. Un des épisodes les plus connus de la lutte arménienne pour leur religion oppose le Sparapet Vardan Mamikonian et les siens à l'armée perse lors de la bataille d'Avarayr (451). Bien que cette bataille soit une défaite pour les Arméniens, ils la considèrent encore comme un symbole de leur résistance. En effet, si cette journée est un véritable désastre militaire, elle impose en revanche une certitude aux yeux des Perses : l'attachement désormais inextinguible du peuple arménien au christianisme.
Par ailleurs, l'Église arménienne ne veut pas se plier aux décisions du concile de Chalcédoine (conciles de Dvin en 553 et 555) et son chef prend le titre de « catholicos » (506). À force de révoltes et d'agitations, l'Arménie perse (ou Persarménie) gagne une courte période d'autonomie entre 485 et 505/510 sous l'impulsion de Vahan Mamikonian qui dirige, en quelque sorte, le pays.
Le pays reste un enjeu entre l'Empire byzantin et l'Empire perse jusqu'à la conquête arabe. En 591, l’empereur guerrier Maurice bat les Perses et réincorpore une grande partie de l’Arménie dans l’Empire byzantin. Il mène une politique de déplacements de population d'Arménie vers d'autres régions de l'empire. Après la victoire totale de l’empereur Héraclius sur les Perses en 629, toute l'Arménie se retrouve dans le giron byzantin.
Le Ve siècle est l'âge d'or de l'historiographie arménienne : Moïse de Khorène rédige sa fameuse Histoire de l'Arménie, mélange d'histoire et de légendes, et Agathange écrit lui aussi une Histoire de l'Arménie. C'est aussi à cette époque qu’apparaissent les premiers monuments chrétiens d'architecture arménienne.

## L'Arménie médiévale

### Vicissitudes de la Grande-Arménie

L'Arménie vers l'an mille à l'époque de la dynastie bagratide.

Quelques années après le début des conquêtes arabes vers les années 640, l'Arménie devient tributaire du califat (653). Elle conserve une certaine autonomie politique et religieuse et est dirigée par un « prince d'Arménie » (ichkhan), issu de la famille des Bagratouni ou des Mamikonian. À la fin du VIIe siècle, les Arabes mettent en place une administration directe : le pays est dirigé par un gouverneur arabe installé à Dvin, par ailleurs, le VIIIe siècle est celui des révoltes arméniennes et des pressions arabes. Les premiers émirats arabes en Arménie sont fondés au IXe siècle. Après la bataille de Bagrévand, la famille princière des Mamikonian s'efface au profit des Bagratouni et des Arçrouni qui profitent de l'indiscipline des émirs arabes pour obtenir des faveurs du calife et revenir au système des ichkhan.
En dépit de l'invasion arabe de 645, de nombreux Arméniens se trouvent encore en territoire byzantin à la suite de la politique de déplacement de l’empereur Maurice. Au VIIe siècle, pour défendre leurs frontières orientales, les Byzantins créent de nouvelles circonscriptions administratives et militaires : les thèmes. Parmi les premiers, celui des Arméniaques, dans le nord-est de l'Anatolie, où sont réinstallés volontairement ou de force de nombreux Arméniens, à la suite des combats incessants en Grande-Arménie. Certains ont beaucoup d’influence dans l’administration impériale. Héraclius (640-641) ainsi que Philippicos (711-713) sans parler de Léon V l'Arménien (813-820), sont d'origine arménienne. Basile Ier, qui prend le pouvoir en 867 et fonde la dynastie « macédonienne », a également des ascendants arméniens, probablement des Mamikonian. Tout cela reflète l’influence importante des Arméniens dans l’Empire byzantin.

#### Arménie bagratide

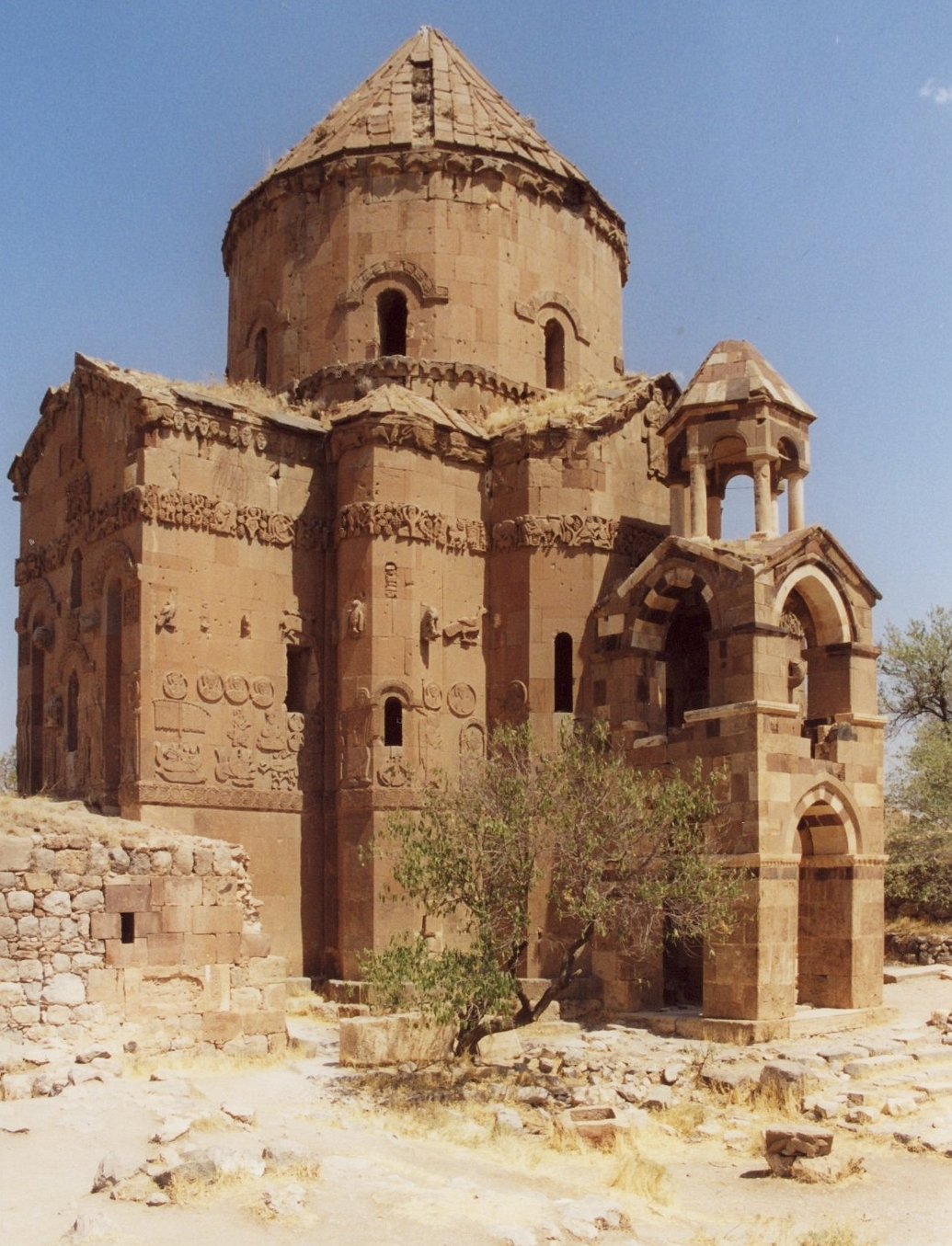
Église Sainte-Croix du monastère d'Aghtamar, actuellement situé en Turquie au bord du lac de Van.

Au IXe siècle, Achot Ier de la famille des Bagratouni, fondateur de la dynastie des Bagratides (?-1801/1810), obtient des Abbassides le titre de « prince des princes » (862). En 885, il est reconnu roi d'Arménie à la fois par Byzance et le califat. Après sa mort, son fils Smbat Ier devient roi d'Arménie (890).
Son règne est une longue lutte contre les Nakhararqs. L'émir d'Azerbaïdjan, Youssouf, s'allie à l'un de ceux-ci, Gagik Arçrouni, prince du Vaspourakan (908-1021/1022). Smbat est fait prisonnier et exécuté après avoir été torturé. Ce meurtre unit les princes arméniens autour de son fils Achot II (913-928). Un de ses successeurs, Achot II (952-977) transfère la capitale à Ani, la « ville des mille et une églises », en 961. Les ruines de cette ville (située dans l'actuelle Turquie) témoignent encore de la splendeur de la dynastie des Bagratides au Xe siècle et la forte influence qu’elle avait sur les États avoisinants.
Dans le sud de l'Arménie, après l'acquisition de l'indépendance en 908, les Arçrouni règnent sur le Vaspourakan autour du lac de Van. L'église d'Aghtamar qu'ils ont construite témoigne elle aussi encore de l'éclat de l'Arménie au Xe siècle.
Bien que la dynastie bagratide ait été fondée dans des circonstances favorables, le système féodal - les Nakhararqs s'agitent perpétuellement - mine graduellement l’unité du pays. Cette période faste prend fin sous la pression des Byzantins. Ils s'emparent du Vaspourakan en 1021, tandis que chez les Bagratides, Hovhannès-Smbat III fils de Gagik Ier, lègue par testament son royaume d’Ani à Byzance. En 1041, à la mort de Hovhannès et de son frère Achot IV, les Byzantins veulent prendre possession de l'Arménie. Gagik II est couronné en 1042 pour interdire l’annexion par Byzance mais en 1044, les Byzantins reviennent à la charge. Le roi accepte d’aller à Constantinople où il est contraint d’abdiquer mais Ani résiste encore un an avant d’être livrée par le catholicos Petros Gétadarz (1045). C’est ainsi que prend fin la souveraineté du pays. Les Byzantins sont suivis par les Turcs seldjoukides qui s'emparent d'Ani en 1064 sous le commandement d’Alp Arslan.

#### Arménie zakaride (1201-1350)

L'invasion mongole sur l'Arménie de 1237 à 1259.

Tout à la fin du XIIe siècle, la reine géorgienne Tamar, descendante de la famille royale de Géorgie Bagrationi, profite de l'affaiblissement des Seldjoukides pour leur reprendre Ani qui brille d'un dernier éclat. Plusieurs membres de la noblesse arménienne se rallient aux Géorgiens, libérant l’Arménie du Nord. Ces régions sont tenues en fief par la famille arménienne des Zakarian (Mkhargrdzeli en géorgien) qui réside à Ani.
Cette période de prospérité est de courte durée. La Grande-Arménie est ravagée par les conquérants : les Mongols au XIIIe siècle (à partir de 1237) et Tamerlan au XIVe siècle. Au XVe siècle, la Grande-Arménie se retrouve sous la domination de deux confédérations turcomanes : les Kara Koyunlu (« les Gens du Mouton Noir », de 1410 à 1466) et ensuite les Ak Koyunlu (« les Gens du Mouton Blanc », de 1467 à 1502). Il s'agit d'une période trouble, marquée par l'insécurité, de très lourds impôts et des périodes de persécutions religieuses.

#### Art médiéval
L'art médiéval arménien fut marqué par l'architecture. Cette époque vit la construction de nombreux monastères, comme Haghpat, Sanahin, Tatev, Aghtamar, etc.. L'enluminure fut aussi une activité très importante. L'Arménie est artistiquement héritière de beaucoup de civilisations : Byzance, Anatolie par exemple. Du Xe siècle au XIVe siècle, la sculpture se développe avec les khatchkars, des pierres de commémoration gravées, que l'on trouve typiquement en Arménie. L'art de ce pays a joué un rôle prépondérant dans l'art oriental chrétien. À cette époque se développe aussi la poésie arménienne, existante depuis le Ve siècle : Grégoire de Narek est l'un des principaux représentants, avec Nersès Lambronatsi, ou encore Grégoire Magistros. La plupart de ces poètes était des religieux.

### Royaume arménien de Cilicie (1080–1375)
À partir du XIe siècle, bon nombre d'Arméniens émigrent en Cilicie (région située au sud-est de l'Anatolie) qu'ils reconquièrent sur les musulmans pour le compte des Byzantins. À la fin du XIe siècle, l'Arménien Philarète contrôle la Cilicie, Antioche et Édesse (1073-1086) mais succombe sous les coups des Seldjoukides. C'est finalement un nommé Rouben, retranché dans les montagnes du Taurus, qui est à l'origine d'un État arménien durable entre l'Anti-Taurus et l'Amanus. Ainsi, de 1080 à 1375, le centre de gravité de la civilisation arménienne se déplace vers la principauté roubénide de Petite-Arménie qui devient un nouveau foyer national.
Au moment des Croisades, Kostandin Ier, fils de Rouben, qui porte le titre d'Ichkhan (« prince »), noue d'abord des relations cordiales avec les Croisés. Appelé à l'aide par Thoros, le gouverneur arménien d'Édesse, l'un d'entre eux, le comte Baudouin de Boulogne, abandonne la Croisade et gagne Édesse où il est adopté par Thoros. Après l'assassinat de ce dernier, Baudouin épouse une Arménienne et devient maître du nouveau Comté d'Édesse.

Carte du dernier royaume d'Arménie (1199-1375) situé en Cilicie.

Les roubénides à la tête de la Cilicie arménienne, pour marquer leur indépendance vis-à-vis de Byzance, prennent le titre de « princes des montagnes », et c'est un successeur de Rouben, Léon II d'Arménie, qui se voit reconnaître le titre de roi par le Pape (1198). Devenu Léon Ier, dit « le Magnifique », il porte le titre de « roi des Arméniens ». Le royaume, qui a une façade maritime donnant sur la mer Méditerranée, entretient des relations suivies avec l'Occident. La culture arménienne est ouverte sur celle de l’Europe et des États latins d'Orient. L'organisation du royaume est calquée sur celle de la féodalité occidentale jusque dans le vocabulaire : les nobles rendent hommage (oumadch) au roi dont ils tiennent une terre en fief. D'un point de vue religieux, la Cilicie se rapproche également de l'Église catholique. Dès le milieu du XIIe siècle, le catholicos arménien assiste à un concile latin à Jérusalem.
À la mort de Léon Ier en 1219, une nouvelle dynastie arrive au pouvoir, celle des Héthoumides, qui recherchent l'alliance des Mongols qui ont fait irruption au Moyen-Orient au milieu du XIIIe siècle. Le roi Héthoum Ier se rend jusqu'en Mongolie pour rencontrer le grand Khan. En 1292, le catholicos arménien s'installe à Sis, la capitale du royaume cilicien. Au cours des XIIIe et XIVe siècles, l'influence de l'Église romaine s'accroît en Cilicie. Les Arméniens sont divisés en pro et anti-latins, c'est-à-dire entre partisans et adversaires de l'Union avec Rome. Au XIIIe siècle, l'Église catholique se montre relativement respectueuse des rites arméniens mais au XIVe siècle, les concessions faites à la papauté irritent de plus en plus d'Arméniens, surtout le clergé de Grande-Arménie resté plus à l'écart des influences occidentales. La rédaction d'une liste de « 117 erreurs arméniennes » sous le pontificat de Benoît XII contribue notamment à accroître l'hostilité de beaucoup d'Arméniens à l'égard de l'Église de Rome. Une nouvelle dynastie prend le pouvoir quand meurt Léon V, en 1341 : son cousin Constantin IV, issu de la famille française de Lusignan, devient roi. Le dernier souverain du royaume, Léon V de Lusignan, est vaincu et fait prisonnier par les envahisseurs. La souveraineté arménienne en Cilicie s'arrête donc en 1375 lorsque les Mamelouks égyptiens profitent de la situation pour détruire le dernier noyau chrétien de la région. En 1441, après la disparition du royaume de Petite-Arménie, un catholicossat est rétabli à Etchmiadzin en Grande-Arménie, celui de Sis étant réduit à une juridiction locale.

## L'Arménie entre les Ottomans et les Séfévides
À partir de la fin du XVe siècle, l'Arménie devient le champ de bataille de l'Empire ottoman et de l'Empire perse des Séfévides. Une frontière définitive ne sera fixée qu'en 1639. Ces interminables guerres entraînent l'appauvrissement du pays et l'émigration ou l'expulsion de nombreux habitants. La société arménienne se modifie profondément. L'ancienne noblesse arménienne est décapitée et ses terres distribuées aux timariotes ottomans ; les paysans exploités quittent leurs terres et on assiste à la création d'une société urbaine de marchands arméniens installés jusqu'à Constantinople. La religion est le dernier refuge du sentiment national arménien : les sultans ottomans créent un patriarcat arménien de Constantinople qu'ils placent à la tête du « millet arménien » (nation arménienne).
Dans la partie perse, Chah Abbas déporte environ 50 000 Arméniens du Nakhitchevan vers Ispahan en 1604/1605 au cours d'une guerre contre les Ottomans. Ces Arméniens vont fonder La Nouvelle-Djolfa, une prospère communauté de marchands,.
La diaspora arménienne se développe de l'Europe à l'Extrême-Orient. Les Arméniens de la diaspora sont financiers ou se livrent au commerce international. Les marchands arméniens de La Nouvelle-Djoulfa, que l'on appelle les « khodjas », forment une compagnie qui commerce avec l'Orient. Vers l'ouest, Colbert permet aux Arméniens de commercer à Marseille en 1669.
Leur réussite commerciale s'accompagne d'un renouveau culturel qui se manifeste dans le domaine de l'imprimerie. L'imprimerie étant interdite dans l'Empire ottoman, on publie les premiers imprimés arméniens à Venise en 1512 : Urbatagirk est ainsi le premier livre imprimé en arménien, par Hakob Meghapart. La première imprimerie arménienne de Constantinople (1567-1569) doit rapidement fermer face à l'opposition des oulémas musulmans. En Occident, les imprimeurs arméniens se réfugient à Amsterdam (1658) où ils publient la première Bible arménienne imprimée en 1666. L'imprimerie arménienne de La Nouvelle-Djoulfa est la première de Perse (1636). À Madras aux Indes, les khodjas font paraître le premier journal arménien, Azdarar (1794-1796).
Depuis les contacts des croisés avec le royaume de Cilicie, des contacts existent entre catholiques et Arméniens. Au XVIIe siècle, l'Église catholique trouve un terrain propice à la conversion dans cette région. Dans cette perspective, Colbert fonde à Constantinople l'École des enfants de langues qui doit former des interprètes chrétiens. En 1717, le moine Mékhitar de Sébaste, converti au catholicisme, installe à Venise dans l'îlot de San Lazarro une communauté de moines catholiques arméniens (congrégation des pères mékhitaristes) qui constitue un foyer uniate. Cette Église arménienne catholique se heurte à l'hostilité et aux tracasseries du patriarche arménien de Constantinople.
À partir de la fin du XVIIe siècle, les revers de l'Empire ottoman font surgir en Grande-Arménie des espoirs d'indépendance. Les Arméniens fondent ces espoirs sur une intervention des puissances européennes. En 1678, le catholicos d'Etchmiadzin décide d'envoyer une délégation arménienne en Occident. Elle s'adresse à Louis XIV mais sans succès. Les méliks du Karabagh, qui comptent sur l'appui des Russes, se lancent sous la direction de David Bek dans une révolte contre le chah de Perse (1722-1730) mais celle-ci est écrasée lors de l'invasion ottomane subséquente.

## L'Arménie entre Ottomans et Russes, prémices du génocide

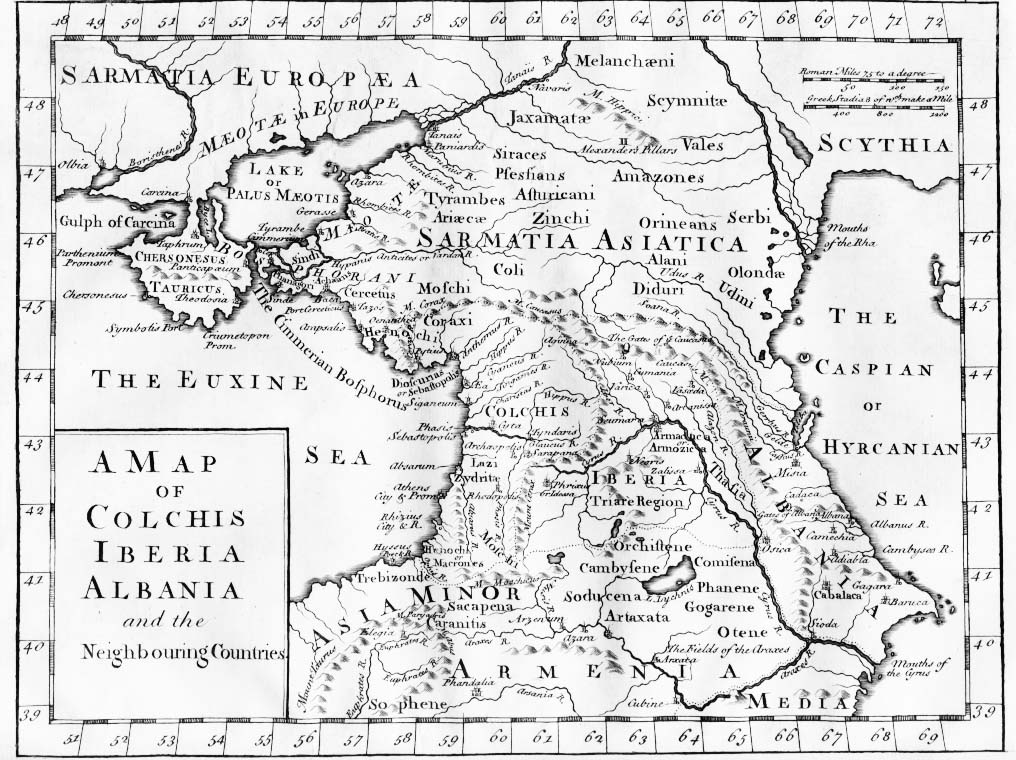
Carte du Caucase en 1770.

À partir de la fin du XVIIIe siècle, les Russes conquièrent le Caucase et se posent en libérateurs des peuples chrétiens. De 1813 à 1829, ils s'emparent de l'Arménie perse. Par les traités de Golestan et de Turkmanchaï, la Perse cède à la Russie les khanats du Karabagh, d'Erevan et de Nakhitchevan. La Russie a maintenant une frontière avec l'Arménie ottomane. Le rêve de reconstitution d'un État arménien est rapidement déçu. Un « oblast (province) arménien » est bien créé dans les territoires conquis mais il disparaît en 1840 lors de la réorganisation de la Transcaucasie en gouvernements. On assiste par ailleurs à un double mouvement : émigration d'Arméniens vers le territoire russe et immigration de musulmans venant des provinces perdues par l'Empire ottoman ou encore du Caucase.
Au début du XVIIIe siècle, il existe une aristocratie d'administrateurs et d'entrepreneurs arméniens (« amiras ») qui jouent un grand rôle dans l'État ottoman. Cette élite, qui contrôle l'élection du patriarche arménien de Constantinople en payant le « firman » de nomination, suscite l'irritation du reste de la communauté. Entre 1820 et 1836 ont lieu plusieurs émeutes pour obtenir la démocratisation de la gestion du « millet ». Pour enrayer le déclin de l'empire, les sultans ottomans acceptent de se lancer dans une politique de réformes et d'ouverture à l'Occident (« Tanzimat », prôné par des intellectuels et des officiers initiés aux idées humanistes venues de l'« Esprit des Lumières », très présent à Constantinople alors multiculturelle et déjà en voie d'européanisation). Ainsi, le hatt-i cherif (charte impériale) de Gülhane garantit à tous les sujets de l'empire l'égalité des droits, sans distinction de race ou de religion. Mais ces concessions ne se concrétisent que partiellement et seulement dans le cadre communautariste des « millets » : elles vont contribuer à la montée des sentiments nationaux, ravivant davantage les espoirs d'indépendance, que ceux d'une égalité réelle.

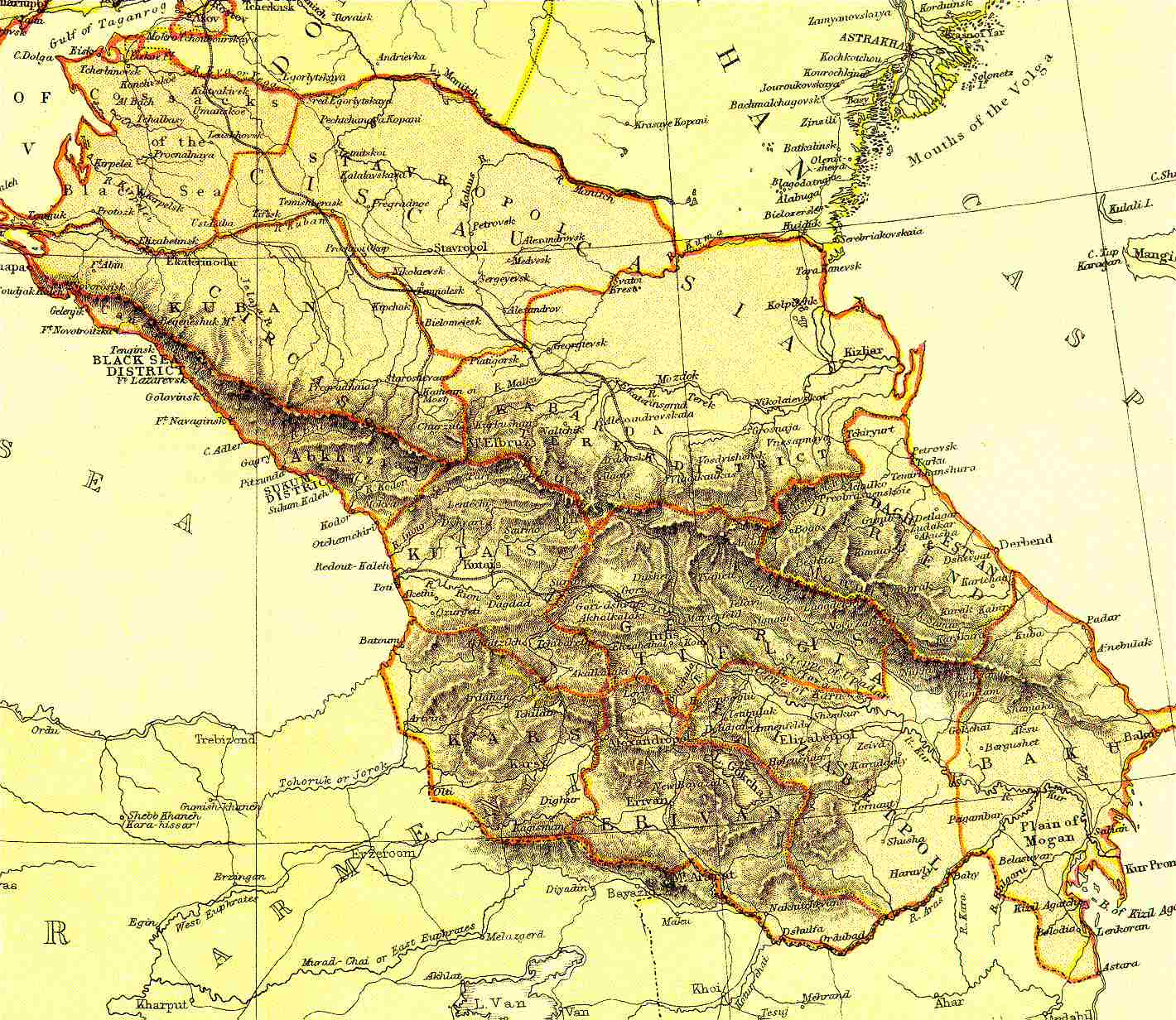
Caucase 1882.

Deux changements importants affectent la communauté arménienne : la création d'un millet catholique qui regroupe tous les catholiques romains de rites orientaux (1830) ainsi que la création d'un millet protestant (1850) au sein desquels on retrouve des Arméniens. Par ailleurs, la bourgeoisie arménienne est touchée par les idées nationalistes et démocratiques qui agitent l'Europe. En 1863 est adoptée une « constitution », le Règlement organique arménien, qui dote la communauté arménienne de représentants élus au sein de l'Assemblée nationale arménienne.

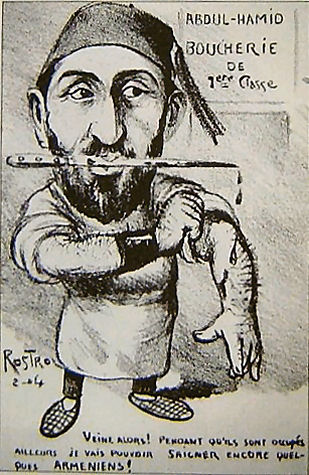
Abdülhamid II représenté en boucher des Arméniens.

La décadence de l'Empire ottoman se poursuit et la méfiance des musulmans à l'égard des minorités chrétiennes augmente. En 1877, la Russie déclare la guerre à l'Empire ottoman. Au cours des opérations militaires, des civils arméniens sont massacrés par des Kurdes dont l'aire de nomadisation s'est déplacée vers le nord au XIXe siècle. La question arménienne est évoquée lors du traité de San Stefano (1878) dans l'« article 61 », révisé par le congrès de Berlin. L'ingérence des puissances européennes suscite l'irritation du sultan Abdülhamid sans cependant réellement protéger les populations arméniennes.
Déçus, les Arméniens fondent deux partis révolutionnaires : le Hentchak (la « cloche »), de tendance socialiste, en 1887 et le Dachnak (Fédération révolutionnaire arménienne) en 1890, organisations majeures du Mouvement de libération nationale arménien. Leur agitation en Arménie occidentale et aussi ailleurs dans l'empire déclenche une répression féroce organisée par le sultan Abdülhamid II : de deux cent à trois cent mille Arméniens sont massacrés de 1894 à 1896 sans que les puissances européennes, dont l'opinion publique est pourtant favorable aux Arméniens, n'interviennent. Ces massacres sont appelés « massacres hamidiens » en référence au sultan Abdülhamid.
Si la révolution des Jeunes-Turcs contre le sultan Abdülhamid (1908) est d'abord bien accueillie par les Arméniens, la naissance d'un nationalisme turc ne peut qu'aggraver la situation des Arméniens considérés désormais comme un élément allogène et en 1909, 30 000 Arméniens sont tués dans le cadre d'une campagne de massacres dans la province d'Adana.

## Le génocide de 1915-1916

La déportation des Arméniens pendant le génocide.

Au cours de la Première Guerre mondiale, l'Empire ottoman se retrouve aux côtés de l'Allemagne et de l'Empire austro-hongrois contre la France, le Royaume-Uni et leur allié russe. L'Arménie est à nouveau un champ de bataille. Des Arméniens se retrouvent dans les deux camps. Le gouvernement ottoman profite de la guerre pour se débarrasser de tout contrôle étranger dans la question arménienne. Les défaites turques face aux Russes exacerbent le ressentiment contre les Arméniens.
Mû par un mouvement nationaliste fort, le gouvernement ottoman « Jeunes-Turcs » souhaitaient créer un « état touranien », rassemblant tous les peuples considérés comme turcs, de la Turquie à l'Asie centrale. L'obstacle majeur à cette unification était les Arméniens. En janvier 1915, le gouvernement ottoman prend les premières mesures contre eux, à savoir le désarmement puis l'exécution de tous les soldats arméniens dans l'armée turque. Il poursuit par le massacre des élites et déportation du restant de la population sous prétexte de les éloigner du théâtre des opérations. Le génocide commence vraiment le 24 avril 1915 avec l'arrestation et la déportation de 650 intellectuels et notables arméniens à Constantinople. Cette date sert à la commémoration du génocide dans le monde.
À partir de cette date, les adultes de sexe masculin sont assassinés. Les vieillards, les femmes et enfants sont déportés dans de mauvaises conditions vers des camps situés dans le désert de Syrie où ils sont voués à une mort quasi certaine. Les imams dans les mosquées autorisent les musulmans à massacrer les Arméniens. Parfois, la déportation se fait en train dans des fourgons à bestiaux. Les déportés encore vivants convergent à Alep, où ils sont envoyés dans les déserts de Syrie-Mésopotamie, dont le camp de Deir es-Zor est tristement célèbre. Beaucoup d'observateurs internationaux envoyés - Suédois, Français, Américains et autres - témoignent d'horreurs, de personnes « entre la vie et la mort ». Beaucoup de corps furent charriés par l'Euphrate. Cependant, il y eut parfois une résistance forte de la part des Arméniens comme au Musa Dagh. Ces massacres, qui indignent même les alliés allemands de l'Empire ottoman, font de 800 000 (chiffres du ministère de l'Intérieur turc en 1919) à 1 500 000 morts. L'estimation la plus souvent rencontrée est de plus de 1 000 000 (1 200 000 victimes). Bien que la notion de génocide ne date que des lendemains de la Seconde Guerre mondiale, elle sera retenue pour les massacres de 1915-1916 par la majorité des historiens et par divers pays ainsi que par le Parlement européen (1987).
Ce génocide est officiellement nié par le gouvernement turc.

## La première République (1918-1920/1921)

Blason de l'Arménie.

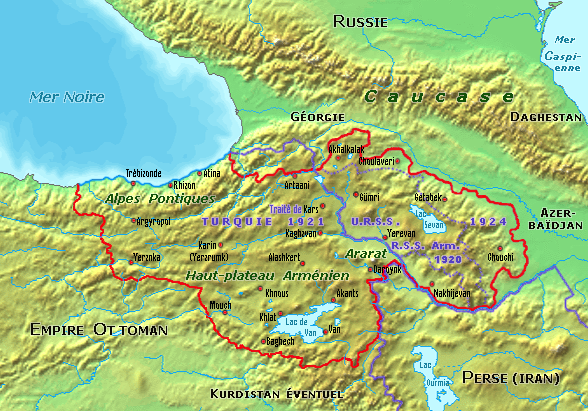
Liséré rouge : l'Arménie prévue en 1918 par le traité de Sèvres ; en violet les partages des années 1919-1924.

La Révolution russe de 1917 modifie radicalement la situation des Arméniens. Le retrait de l'armée russe a pour conséquence l'avance de l'armée ottomane vers le Caucase. Par le traité de Brest-Litovsk (1918), les bolcheviks abandonnent Kars, Ardahan et Bakou aux Turcs. Les habitants de Transcaucasie (notamment Arméniens, Géorgiens et Azéris) n'ont pas de position commune face à la situation : les chrétiens (Géorgiens et Arméniens principalement) craignent la domination ottomane, tandis que les musulmans (Azéris principalement) la perçoivent comme une libération. Bien qu'étant seules face aux Turcs, les troupes arméniennes remportent en mai les victoires de Sardarapat, Bach Abaran et Karakilisa. En conséquence, la Turquie reconnaît l'indépendance arménienne par le traité de Batoum le 4 juin 1918, mais sur un territoire de seulement dix mille kilomètres carrés autour d'Erevan. Le parti Dachnak y assume le pouvoir. Le territoire de la petite république est encombré de réfugiés, livrés à l'anarchie et à la misère. La défaite ottomane face aux Alliés occidentaux (30 octobre 1918) change à nouveau subitement la donne : lors de la Conférence de la paix de Paris de 1919, les délégués arméniens (issus de la Délégation nationale arménienne et de la Délégation de la République arménienne) comptent sur le soutien du président américain Woodrow Wilson qui prône le « droit des peuples à disposer d'eux-mêmes » et qui, par « ses 14 points » promet la création d'une « Arménie intégrale » qui irait jusqu'en Cilicie. Le traité de Sèvres (10 août 1920) leur donne partiellement satisfaction : l'Arménie obtient trois des « six vilayets arméniens » d'avant le génocide : ceux d'Erzurum, de Van et de Bitlis, ainsi qu'un accès à la mer Noire dans le pays du Pont (Lazistan), soit quelque 46 000 km2. Cette Première République arménienne accomplit diverses réformes : des élections libres ont été tenues, auxquelles les femmes, qui ont le droit de vote depuis 1919, participent.
Le chef nationaliste turc Mustafa Kemal Pacha refuse cependant d'entériner le traité de Sèvres et reprend les armes : c'est la guerre arméno-turque. Après que le Sénat américain eut rejeté l'idée d'un mandat des États-Unis sur l'Arménie, le rapprochement de Mustafa Kemal et des bolcheviks russes scelle le destin de la République d'Arménie : par le traité d'Alexandropol (2 décembre 1920), les Arméniens doivent renoncer aux frontières du traité de Sèvres. Le même jour, les Bolcheviks s'emparent d'Erevan. En Cilicie, la situation est tout aussi dramatique : après la victoire de Mustafa Kemal sur les troupes françaises qui les protégeaient (1921), les Arméniens se réfugient en Syrie ou émigrent dans d'autres parties du monde.
Après une brève révolte contre les Bolcheviks (février 1921), la petite Arménie « indépendante » se retrouve dans l'orbite de l'Union soviétique. Suivent deux traités qui amputent encore cette république d'une partie de son territoire : les Bolcheviks cèdent à la Turquie Kars et Ardahan en échange de Batoum qui devient géorgienne ; ensuite, au sein de la république socialiste fédérative soviétique de Transcaucasie, l'URSS fait du Haut-Karabagh et du Nakhitchevan respectivement une région et une république autonomes de la RSS d'Azerbaïdjan (octobre 1921).

## Arménie en régime soviétique (1920-1991)
L'Arménie est la plus petite république de l'URSS avec 29 800 km2. Les villes de Kars et Ardahan ont été données à la Turquie. Au sein de l'URSS, le Nakhitchevan et le Haut-Karabagh ont été attribués à l'Azerbaïdjan, et la Géorgie a repris les provinces d'Alkhalkalak et Akhaltskha. L'Arménie soviétique est, dès l'origine, marquée par la répression du « nationalisme bourgeois » et du christianisme arménien. Moins de deux mois après sa « soviétisation », l'Arménie se révolte et rétablit un gouvernement dachnak (du 8 mars au 2 avril 1921). Mais les Bolcheviks reviennent à Erevan et les Dachnaks doivent se réfugier en Perse.
En 1922, l’Arménie est intégrée à l'Union fédérale des républiques socialistes soviétiques de Transcaucasie et ensuite à la République socialiste fédérative soviétique de Transcaucasie. La soviétisation du pays s'accompagne alors d'une transformation radicale de la société et du pays à partir de cette époque, avec la construction de grands chantiers tels le canal Sardarabad, ou le canal de Chirak. De plus le domaine éducatif est remodelé en profondeur passant de 383 écoles avec 37 000 élèves en 1920-1921, à 846 écoles avec 94 300 élèves en 1928-1929. En 1936, elle devient une des quinze républiques fédérées de l'URSS, sans que ceci change néanmoins quoi que ce soit au fait que le Parti communiste arménien n'est que l'émanation du PCUS. Au même moment sévit la grande terreur de 1937-1938 qui déciment en intégralité, l'intelligentsia politique et intellectuelle du pays, tels Yégiché Tcharents mort en prison ou Axel Bakounts exécuté. Cette période correspond aussi au culte de la personnalité de Staline dans toute l'URSS, Béria publie en 1935 une Histoire du parti Bolchevik de Transcaucasie, un tissu de falsification auquel s'oppose Aghasi Khanjian secrétaire général du Parti communiste d'Arménie. Sur ordre de Béria ce dernier est assassiné le 11 juillet 1936 et est remplacé par Amatouni Vardapetian. Comme partout en URSS, le régime persécute l'Église. Les Arméniens se tournent vers l'ancien catholicossat de Sis, transféré à Alep puis à Antélias au Liban (1930). Devant l'échec de sa politique d'éradication religieuse, le régime soviétique travaille à inféoder l'Église. Le catholicos d'Etchmiadzine Khoren Ier qui lui résiste est assassiné en 1938. L'Église arménienne, intégralement anéantie durant les années 1930, apporte néanmoins son soutien au régime pendant la guerre contre l'Allemagne nazie. En 1956, le catholicos Vazgen Ier qui collabore avec le régime soviétique, entre en conflit avec les Arméniens de la diaspora à propos de l'élection du catholicos d'Antélias.
Avec les débuts de la guerre froide en 1947, et la proximité de la Turquie kémaliste et de l'Iran impérial que la doctrine Truman (11 mars 1947) et le plan Marshall vont agréger au monde occidental, l'URSS demande officiellement, le 24 octobre 1947, à la tribune de l’ONU, le retour de Kars et Ardahan pour l'Arménie, la terreur stalinienne sévit en Arménie comme dans toute l'URSS : la frontière est fortifiée et électrifiée comme le rideau de fer en Europe, la collectivisation forcée se poursuit et les purges (en Arménie on est accusé de « dachnakisme ») déciment l'élite arménienne. Une des tragédies de l'époque est le retour au pays, à l'invitation du gouvernement soviétique, d'une centaine de milliers d'Arméniens de la diaspora, dont beaucoup finiront au goulag pour avoir osé émettre suggestions ou critiques. Environ 80 000 d'entre eux finiront par être autorisés à quitter à nouveau le pays.

### De 1953 à 1987

Drapeau de l'Arménie soviétique.

L'économie de l’Arménie se développe après la mort de Joseph Staline. Favorisés par le très bon ensoleillement des flancs montagneux, les vergers se rentabilisent et la production de blé, de betterave, de tabac et de coton croît sensiblement. Mais l'industrie, depuis le début des années 1960, donne à l'Arménie un visage plus moderne. L'effort principal a d'abord porté sur l'aménagement hydroélectrique et l'extraction de matières premières (cuivre, aluminium, plomb, marbre). Depuis le milieu des années 1970, la chimie et le nucléaire se sont installés à leur tour, à tel point que, parmi les sept villes les plus polluées de l'URSS, cinq sont arméniennes : Erevan la capitale, Alaverdi, Kirovakan, Kapan et Katcharan.
Par ailleurs, le mouvement nationaliste ne s'est jamais résigné. Au contraire, il resurgit de temps en temps avec vigueur. Les demandes d'émigration en sont le premier signe. Entre 1956 et 1972, vingt-huit mille Arméniens ont quitté l’URSS, douze mille pour les seules années 1979-1980 et cinq mille en 1987. Après les Juifs, c’est le plus important contingent national à fuir l’URSS, essentiellement pour les États-Unis. Le manque de liberté, le refus de prendre en compte les revendications nationales et les difficultés économiques sont les principales causes de ces migrations, soit vers l’extérieur des frontières de l’URSS, soit vers d’autres républiques soviétiques.
Le 24 avril 1965, lors des célébrations du cinquantième anniversaire du génocide, des dizaines de milliers de personnes ont défilé dans les rues d'Erevan, débordant le service d'ordre et revendiquant les territoires arméniens occupés par la Turquie. On frisa l'incident diplomatique turco-soviétique et Moscou dut procéder à des remaniements au sein de la direction de la république d'Arménie. Deux ans plus tard, Erevan construit son mémorial en souvenir du génocide. En 1966 et pour la première fois en URSS depuis la liquidation de l'opposition de gauche, un parti clandestin est fondé : le « Parti de l'unité nationale ». La plupart de ses militants ont été arrêtés, certains sont morts au goulag et trois ont été fusillés à Moscou en 1979. Les survivants, qui ont bénéficié de la libéralisation du régime depuis 1986, ont fondé en 1987 l’Union pour l’autodétermination nationale (UAN).

### Fin du régime soviétique
Presque cent mille personnes défilent à Erevan les 17 et 18 octobre 1987 en faveur des droits nationaux et pour lutter contre la pollution. Vers le 11 février 1988, c'est au tour du Haut-Karabagh de se mettre en effervescence. Cette région, pourtant sous contrôle azéri, est habitée majoritairement par des Arméniens (plus de 80 %). Presque soixante-dix mille personnes défilent dans la capitale du Karabagh (Stepanakert) ce 11 février pour demander l'indépendance vis-à-vis de l'Azerbaïdjan et faire partie de l'Arménie avec l'appui de cette dernière. Plusieurs autres manifestations se répètent à Erevan pendant l'année 1988 pour la même raison. Mais la réaction de l'Azerbaïdjan est vive.
Des milliers d'Azéris défilent à Sumqayıt contre l'indépendance du Haut-Karabagh la nuit du 28 février. La manifestation est sanglante : le bilan officiel est de trente-deux Arméniens tués mais le bilan officieux est de cinq cent quarante-six morts. Certaines personnes parlent de véritable pogrom. Le rattachement du Karabagh à l'Arménie semble très périlleux. Cependant, le soviet suprême de l'Arménie veut et vote le rattachement du Haut-Karabagh vers le 15 juin 1988. Beaucoup d'Arméniens font grève, par exemple à Stepanakert et à Erevan, pour soutenir ce vote. Les Azéris, de leur côté, manifestent contre les revendications arméniennes. Un nouveau pogrom a lieu dans la ville de Kirovapat. Les affrontements entraînent de nombreux mouvements de population, aussi bien d'Arméniens fuyant l'Azerbaïdjan que d'Azéris fuyant l'Arménie.
Le 7 décembre 1988, un terrible tremblement de terre ravage l'Arménie, provoquant la mort de trente mille personnes. L'épicentre du séisme est situé dans la région de Gyumri.
Un « comité du Karabagh », dont fait partie Levon Ter-Petrossian, incarne les aspirations nationales malgré les tentatives de Gorbatchev pour reprendre la situation en main. Avant même le coup d'État contre Gorbatchev, l'Arménie déclare sa souveraineté vis-à-vis de l'Union soviétique le 23 août 1990. Ter-Petrossian fonde un parti politique, le Mouvement national arménien, qui gagne les élections de 1990. Le nouveau parlement prend une série de mesures qui équivaut à une « désoviétisation » de fait de l'Arménie.

## La troisième République (1991)

Drapeau actuel de l'Arménie.

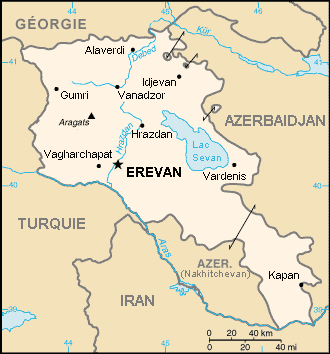
Frontières actuelles de jure.

Le coup d'État contre Gorbatchev en août 1991 a entraîné la dislocation de l'URSS. La grande majorité des Arméniens vont se déclarer en faveur de l'indépendance le 21 septembre 1991. Le 16 octobre, Levon Ter-Petrossian devient officiellement le premier président de la république d'Arménie (« Hayastani Hanrapetout'youn », en arménien « Հայաստանի Հանրապետություն »). Le 21 décembre suivant, l'Arménie rejoint la Communauté des États indépendants. Les conditions économiques sont très difficiles après le violent tremblement de terre de 1988 et en raison du blocus économique imposé par la Turquie et l'Azerbaïdjan en réaction au conflit du Haut-Karabagh.

### Guerre du Haut-Karabagh
Le 30 août 1991 voit les autorités azéries annoncer l'indépendance nationale de leur pays. À cette date, le Haut-Karabagh est une région autonome à majorité arménienne rattachée à la RSS d'Azerbaïdjan. La région déclare à son tour son indépendance quatre jours plus tard, le 2 septembre, profitant ainsi de l'opportunité présentée par la loi soviétique relative à la solution des problèmes afférents à la sortie de l'URSS des Républiques fédérées (l'article III de cette loi précise que les peuples des Républiques et entités autonomes ont le droit de décider de leur maintien dans l'Union soviétique ou dans la République fédérée qui s'y attache et de choisir leur statut politique et juridique). L'Azerbaïdjan réagit à cette proclamation le 26 novembre 1991, considérant cette déclaration d'indépendance illégale et décrétant l'annulation du statut autonome de la région en question.
Dans le même temps, les autorités du Haut-Karabagh, soutenues par l'Arménie, prennent la décision d'organiser un référendum sur la question du statut d'État indépendant pour la région dans le but d'entériner par la voix du peuple le processus d'indépendance. Ce sera chose faîte le 10 décembre 1991, jour où l'écrasante majorité de la population du Haut-Karabagh exprime le souhait de se détacher de la toute nouvelle république azérie. Le conflit d'intérêts entre les deux partis mue naturellement en un conflit armé dont la période s'étendra de la fin de l'année 1991 au printemps 1994. Celui-ci est marqué par de grandes et intensives opérations militaires menées par les États impliqués et aidés en cela par leurs alliés respectifs : l'Arménie pour le Haut-Karabagh, la Turquie pour l'Azerbaïdjan. Ces aides sont toutefois, le plus souvent, de nature financière.
Un cessez-le-feu est établi et met fin à la guerre en mai 1994. Malgré les multiples rencontres entre les présidents arméniens et azéris censées relancer des négociations demeurant infructueuses, l'issue du conflit semble toujours lointaine et difficilement accessible. Toutes les tentatives de médiation entre les deux pays ont, en effet, échoué jusqu'à présent. Devenu impopulaire en raison de ses positions jugées trop conciliantes sur ce sujet, le président Levon Ter-Petrossian a été contraint de démissionner en 1997. Le président Serge Sarkissian n'a aujourd'hui pas encore réglé la question. Les tensions sont toujours très vives pour le moment et la frontière arméno-azérie est fermée.

### La situation actuelle

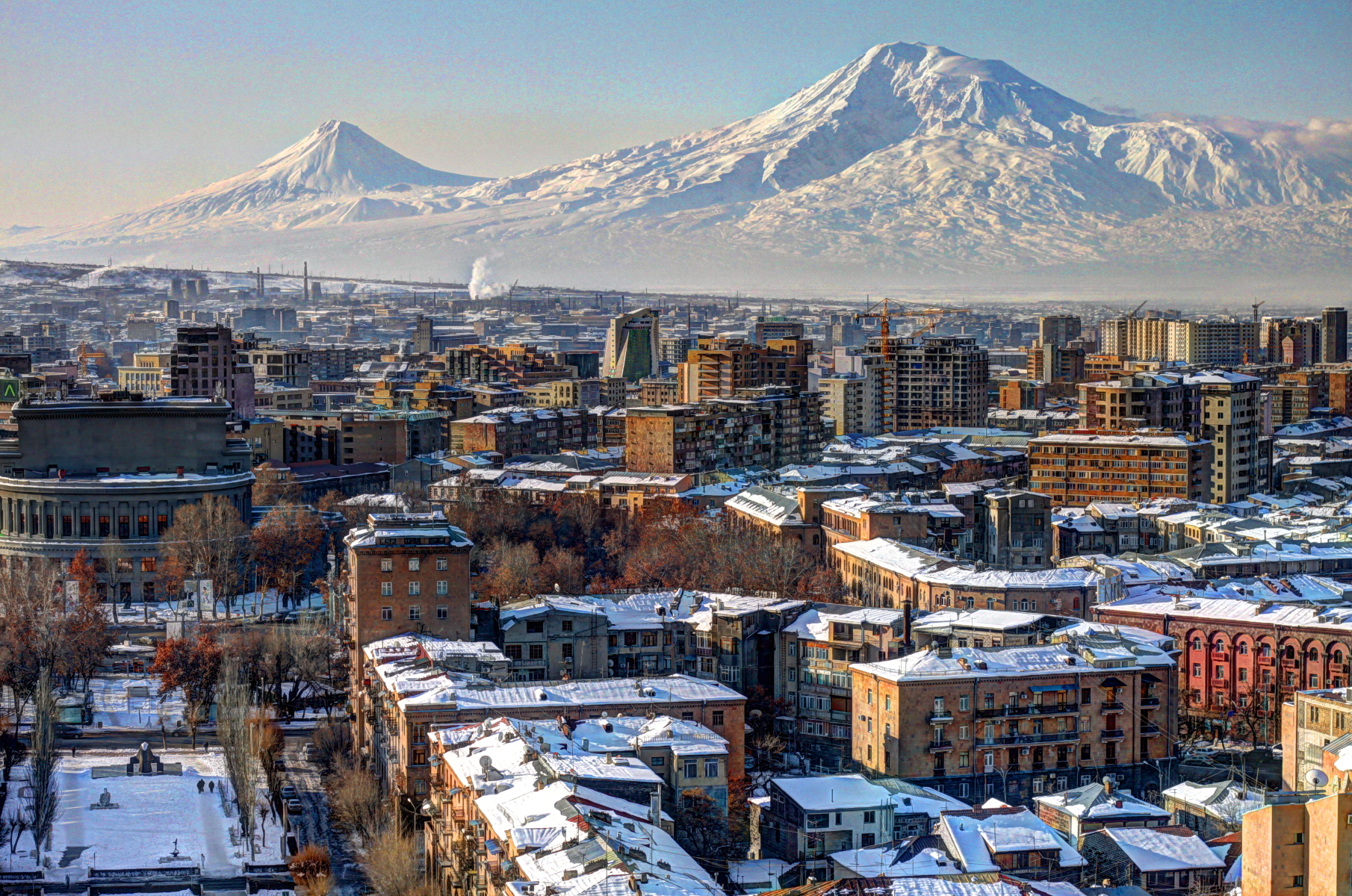
La capitale Erevan.

En 1998, Robert Kotcharian a été élu président de la République. Depuis, la situation du pays se stabilise bien qu'il y ait toujours un statu quo sur la question du Haut-Karabagh. Depuis la chute du régime soviétique, le Caucase est partagé entre deux groupes d'influences : l'axe Turquie - Géorgie - Azerbaïdjan soutenu par les États-Unis et l'axe Russie - Arménie - Iran. Cette opposition est particulièrement bien illustrée par le tracé de l'oléoduc Bakou-Tbilissi-Ceyhan destiné à fournir aux occidentaux du pétrole de la mer Caspienne. La situation de l'Arménie est cependant très inconfortable face à la montée en puissance de l'Azerbaïdjan grâce aux revenus du pétrole, aux propres difficultés de la Russie en Tchétchénie et dans le Daghestan et désormais face à la menace américaine pesant sur l'Iran.
Aussi l'Arménie tente-t-elle de s'appuyer sur ses autres atouts en se rapprochant de l'Europe (l'Arménie incorpore en 2000 le Conseil de l'Europe tout comme l'Azerbaïdjan) mais aussi de sa diaspora, force de lobbying à l'étranger : elle obtient davantage de liberté d'entreprendre des projets économiques dans le pays et le Dachnak, encore populaire parmi la diaspora, a ouvert très officiellement des bureaux à Erevan le 16 août 2005. De plus, l'Arménie a instauré le 26 février 2007 la double-citoyenneté afin de permettre à la diaspora d'obtenir la nationalité arménienne. Le pays est au 39e rang européen de développement humain, et au 83e rang mondial. En 2006, l'Arménie a célébré sa quinzième année d'indépendance.
Lors des élections présidentielles de 2008 qui aboutissent à l'arrivée de Serge Sarkissian (HHK) au pouvoir, l'opposition avait crié au scandale et à la fraude massive. Selon les observateurs envoyés par l'OSCE, cette élection aurait pourtant grandement satisfait aux standards internationaux. Les partisans de Levon Ter-Petrossian ont néanmoins organisé des manifestations, violemment dispersées le 1er mars et ayant amené le nouveau président à décréter l'état d'urgence. Depuis quelques mois, celui-ci opère un rapprochement diplomatique avec la Turquie.

Situation de facto depuis 2020 : au bout de plus de deux millénaires de viccissitudes, l'Arménie est une entité historiquement riche mais géographiquement rétrécie.

Sargsian est réélu en 2013. En 2015, une révision de la Constitution transforme le régime semi-présidentiel en république parlementaire. L'élection du Président de la République se fait en 2018 au scrutin indirect par les membres de l'Assemblée nationale.
Depuis 2020, le conflit larvé avec l'Azerbaïdjan voisin dégénère en guerre frontalière qui affaiblit l'économie arménienne et accélère l'émigration et la dépendance envers la Russie.

## Galerie de personnalités politiques
Liste des présidents de la république d'Arménie

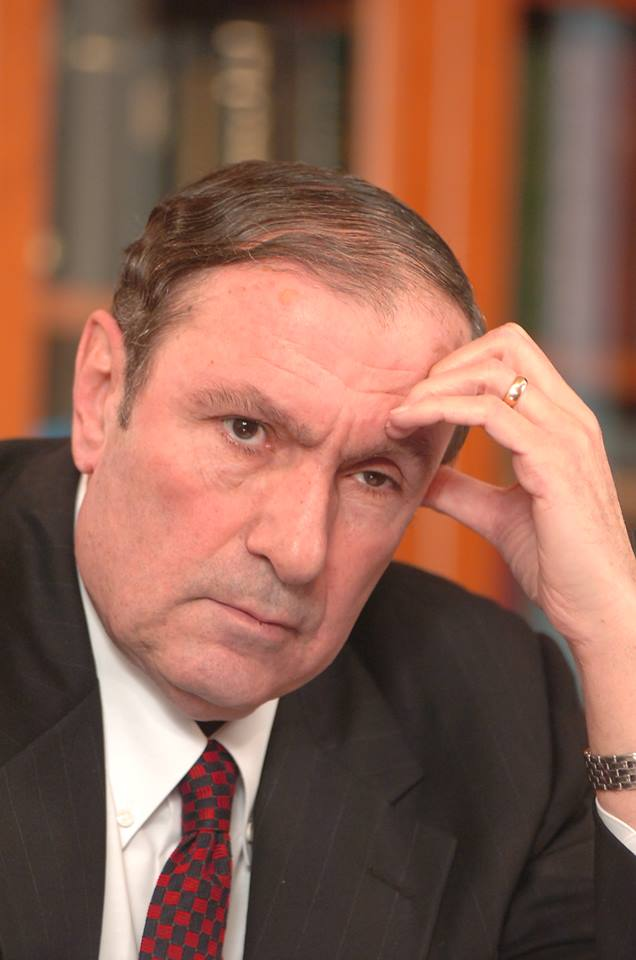
Levon Ter-Petrossian 1991-1998
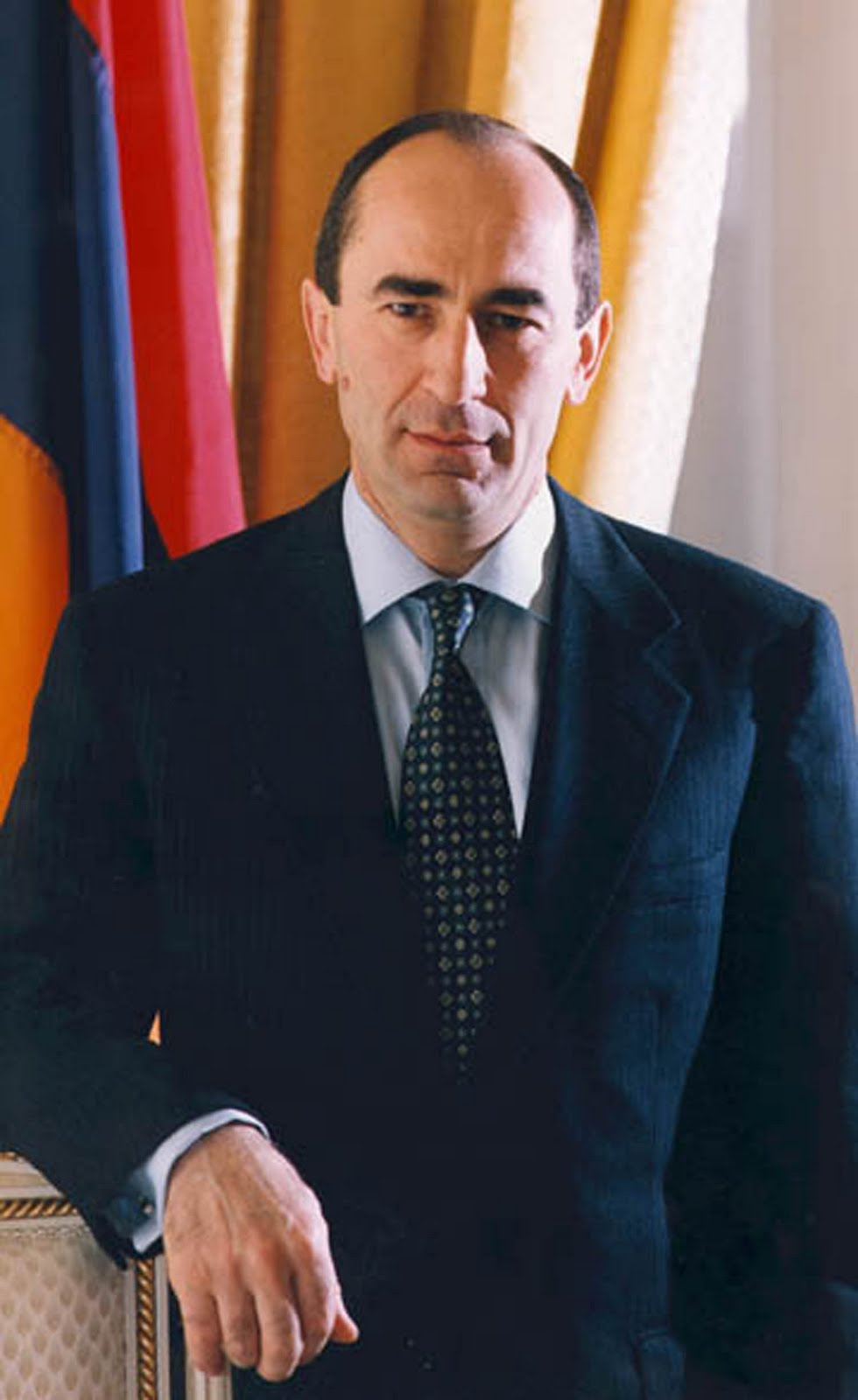
Robert Kotcharian 1998-2008
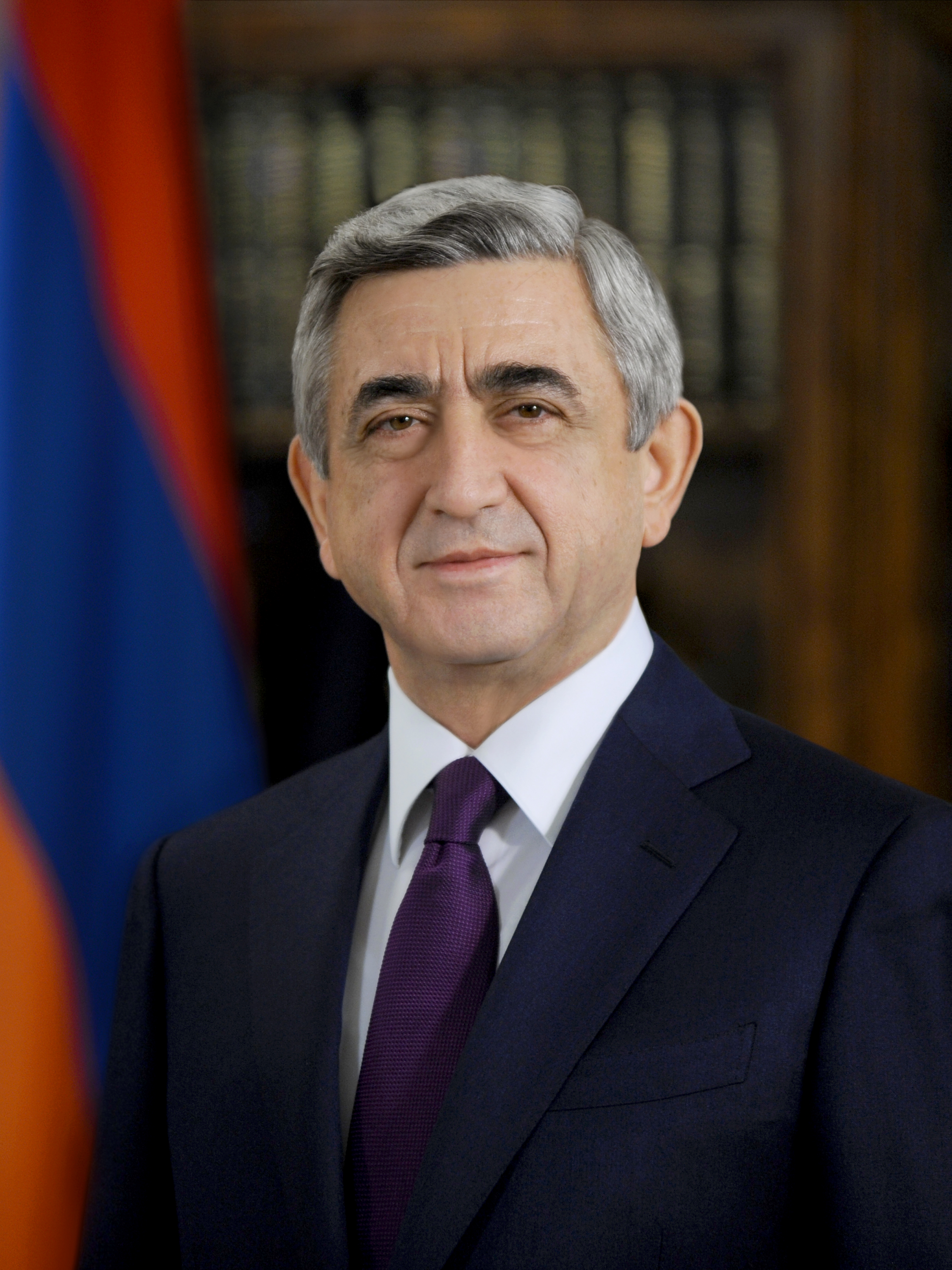
Serge Sarkissian 2008-2018
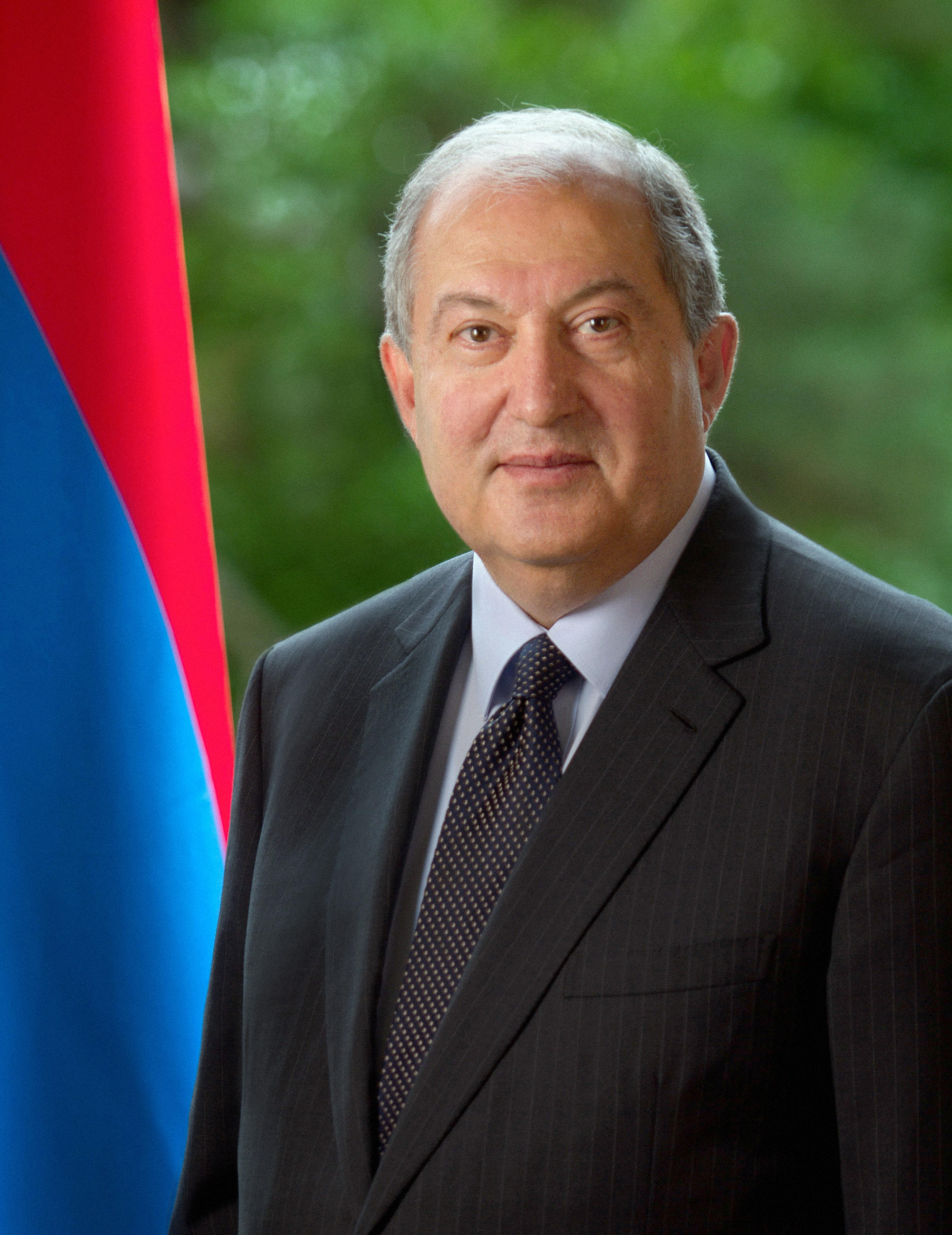
Armen Sarkissian 2018-2022
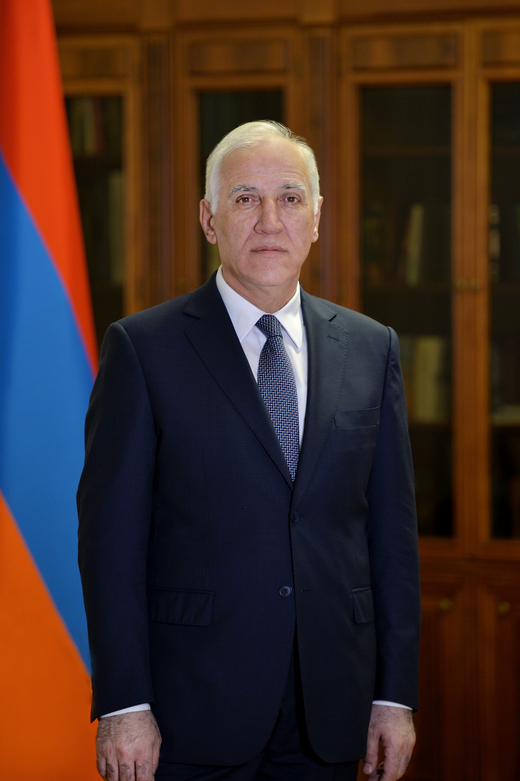
Vahagn Khatchatourian 2022-présent

Liste des Premiers ministres d'Arménie

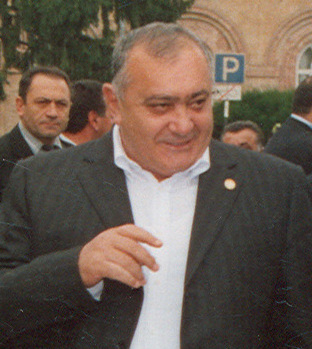
Andranik Margarian 2000-2007
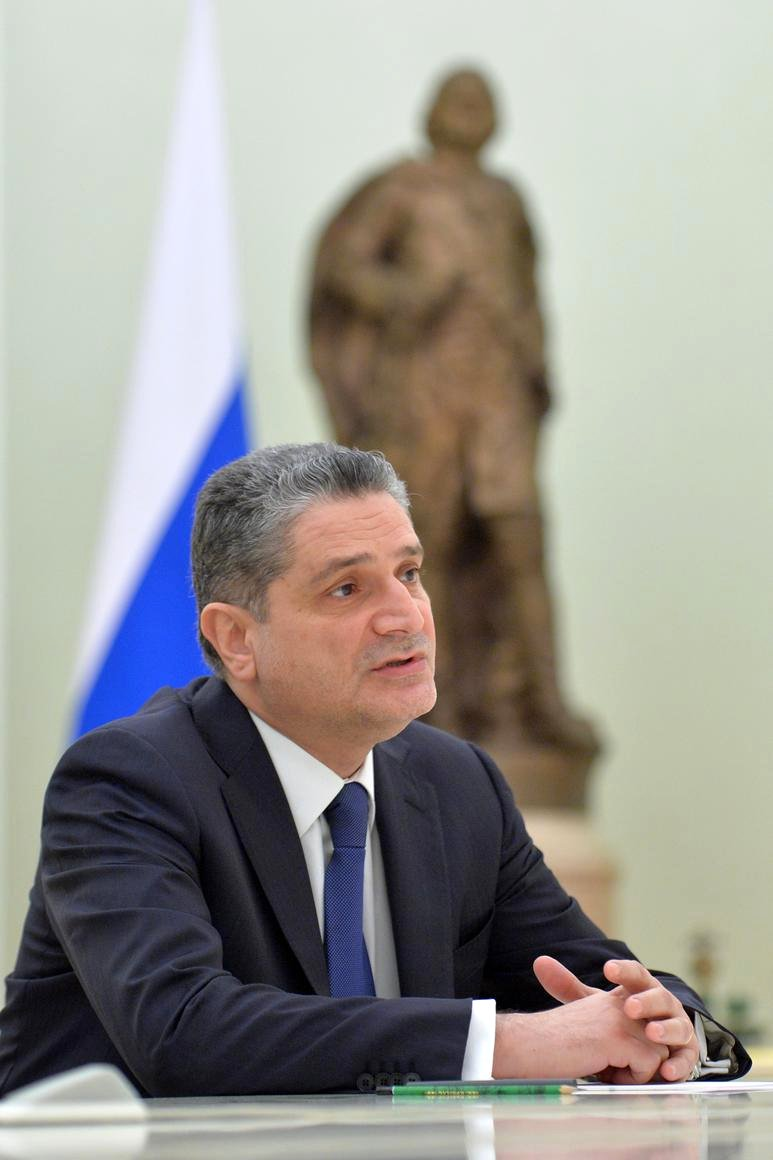
Tigran Sarkissian 2008-2014
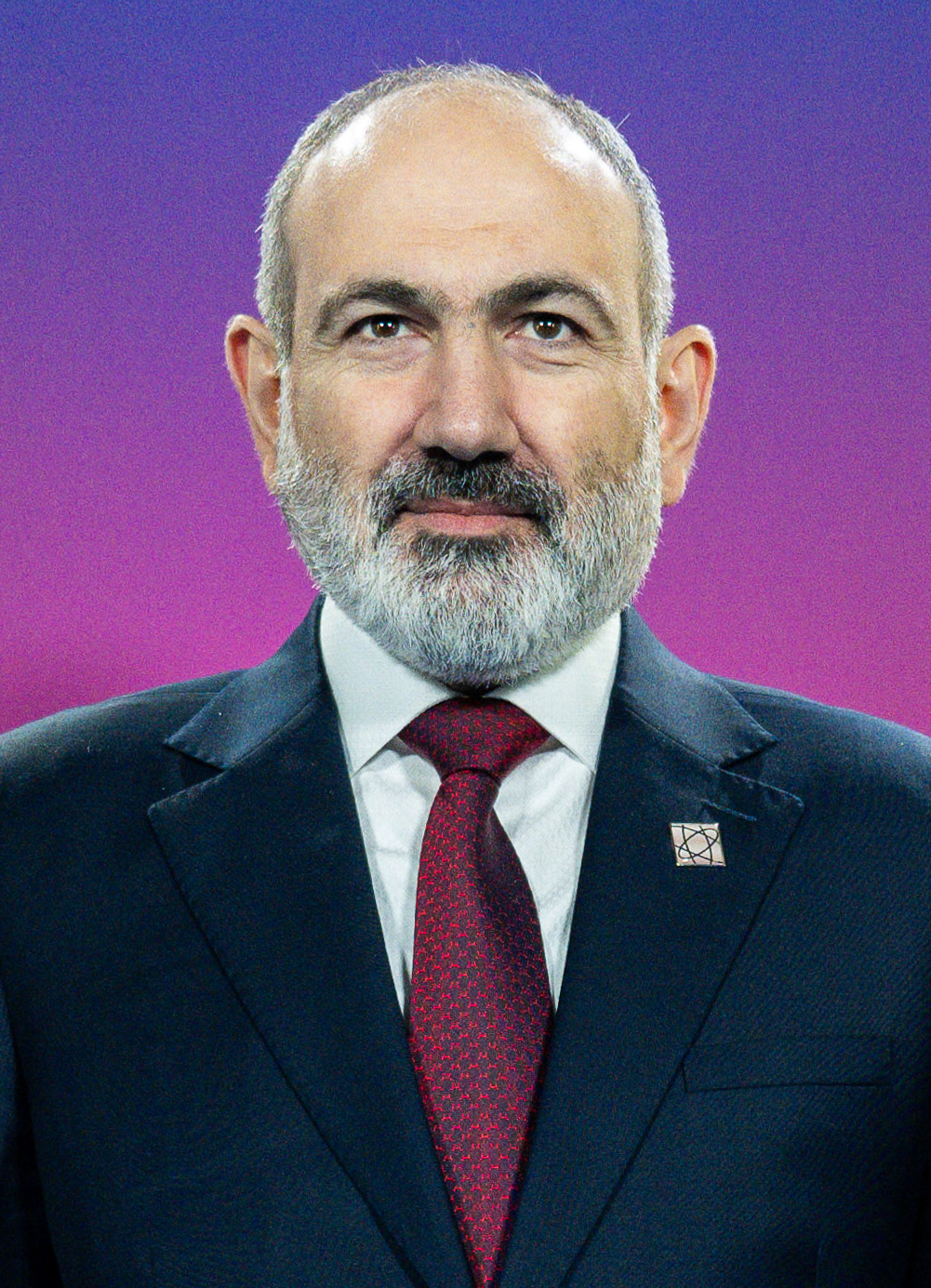
Nikol Pachinian 2018-présent